# Marshalsea

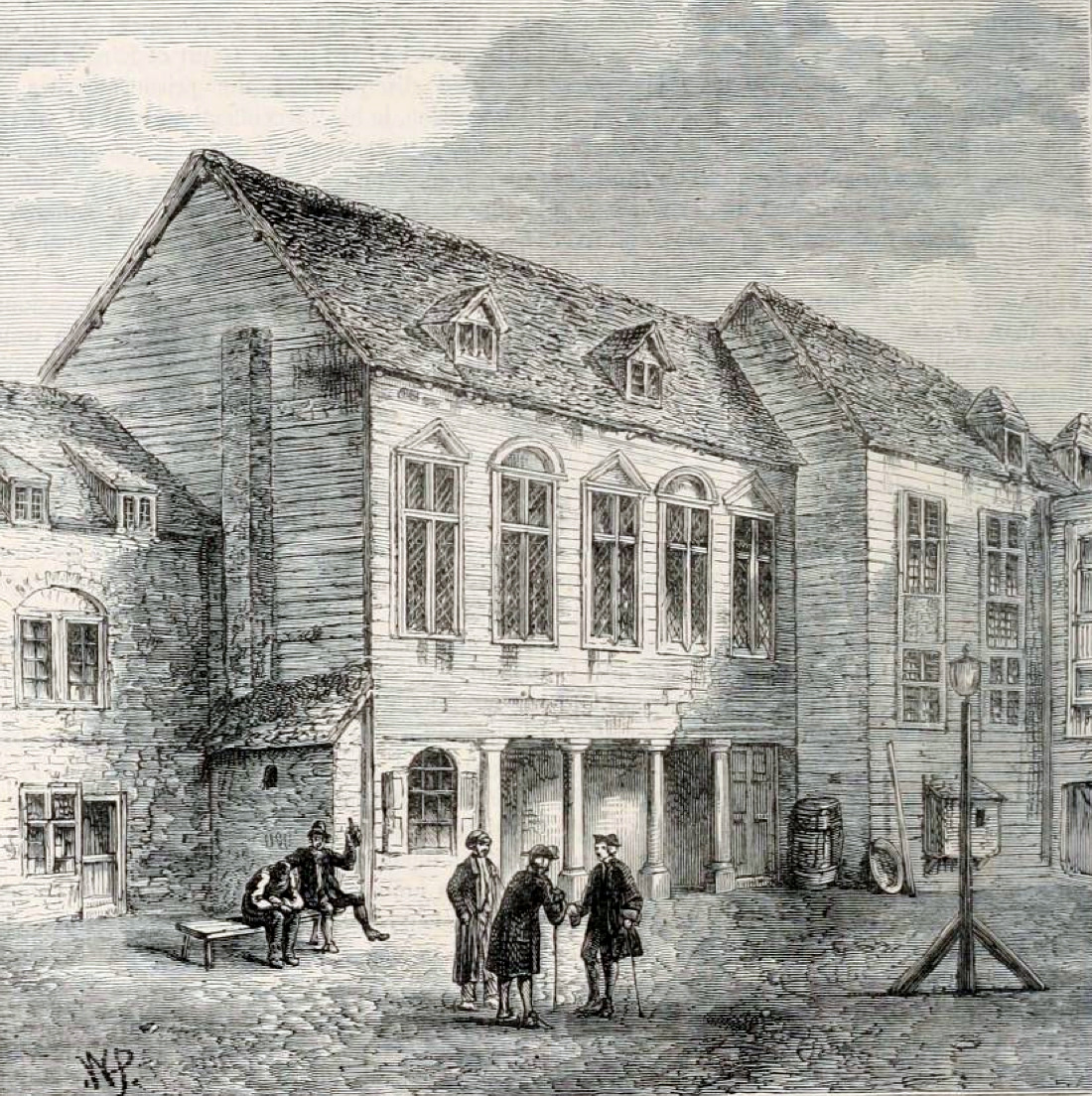
Das erste Marshalsea, Gravur aus dem 18. Jahrhundert (aus Edward Walford, „Southwark: High Street“ in Old and New London, Band 6, 1878)

Das Marshalsea (1373–1842) war ein berüchtigtes Londoner Gefängnis in Southwark, einen halben Kilometer vom südlichen Ufer der Themse gelegen. Obgleich es eine Vielzahl verschiedener Gefangener beherbergte, darunter Piraten, Meuterer, Aufwiegler oder andere politische Häftlinge, wurde es vornehmlich als Schuldgefängnis bekannt. Dies folgt der Tatsache, dass die Hälfte aller Gefängnisinsassen im England des 18. Jahrhunderts säumige Schuldner waren.
Es wurde, wie alle Gefängnisse Englands bis zum 19. Jahrhundert, privat und auf kommerzieller Basis geführt. Äußerlich mutete es wie ein altes Universitätsgebäude an; darin aber wurde mit Erpressung Geld „verdient“. Schuldner, die im 18. Jahrhundert in solchen Gefängnissen einsaßen und gleichwohl noch etwas Geld aufbringen konnten, hatten Zugang zu Geschäften, Speisesälen und auch Kneipen innerhalb und außerhalb des Areals. Je nach Umfang ihrer Strafe, aber auch ihrer finanziellen Zuwendungen an die Aufseher wurde ihnen gestattet außerhalb der Gefängnismauern einer Arbeit oder dem Betteln nachzugehen. Anderen hingegen bot sich nur eine Sackgasse, bei der sie in einer von neun kleinen Zellen zusammen mit Dutzenden anderen Schuldnern einsaßen. Was zudem zur Erhöhung ihrer Schuldenlast führte, da sie zeitgleich auch ihren Gefängnisaufenthalt zahlen mussten. Dabei geschah es, dass die Ärmsten an Hunger starben und Aufsässige mit Körperstrafen behandelt wurden. Eine parlamentarische Untersuchungskommission stellte 1729 fest, dass innerhalb von nur drei Monaten 300 Insassen an Hunger verstarben; an heißen Sommertagen starben pro Tag acht bis zehn Gefangene.

“[A] Day seldom passed without a Death, and upon the advancing of the Spring, not less than Eight or Ten usually died every 24 Hours.”

„Es verging kein Tag ohne einen Todesfall und im Verlauf des Frühjahrs starben nicht weniger als Acht oder Zehn alle 24 Stunden“

Weltweite Bekanntheit erhielt das Marshalsea durch den Schriftsteller Charles Dickens und die Erwähnung dieser Einrichtung in seinen Romanen, insbesondere in der Satire Little Dorrit von 1857. Hier kommen autobiographische Momente seines Lebens zum Tragen: Dickens Vater saß 1824 aufgrund von Schulden, welche sich auf recht komplexem Wege bei einem Bäcker angehäuft hatten, im Marshalsea ein; Charles war daraufhin gezwungen die Schule aufzugeben und an einer Fabrikmauer als Schuhputzer Geld zu verdienen.
1870 wurde das Gefängnis weitgehend abgerissen. Verbliebene Teile dienten bis ins 20. Jahrhundert als Ladengeschäfte und sonstige Räumlichkeiten. Heute steht dort eine öffentliche Bücherei (John Harvard Library). Der einzige Überrest ist eine lange Steinmauer, welche die südlichste Einfriedung des Gefängnisses darstellt. Eine Plakette erinnert an den Ort, dessen Abriss Dickens zufolge „die Welt nicht schlechter“ machte.

## Hintergrund

### Wortherkunft

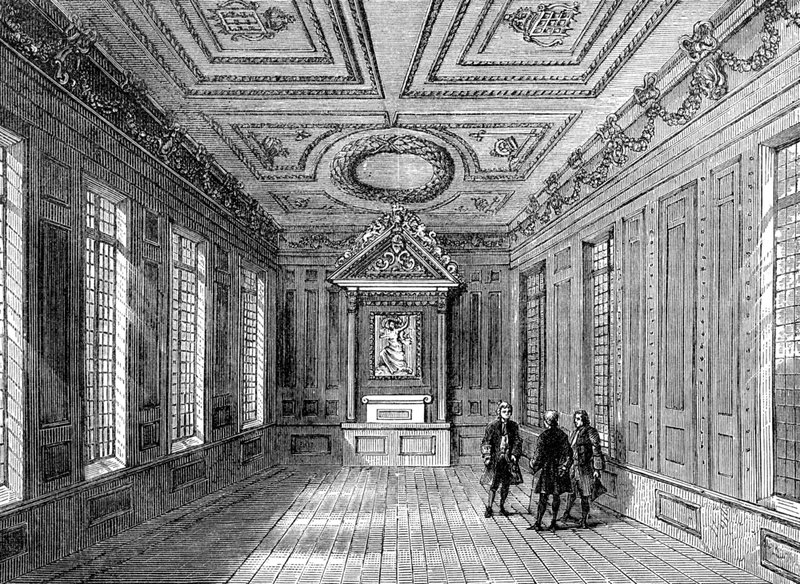
Innenansicht des Marshalsea Court, 1800, einem Teil des Gefängnisses

Marshalsea, wollte man es wörtlich ins Deutsche übersetzen, hieße etwa „Marschallei“.
Das Wort Marshall (deutsch: Marschall) stammt von Althochdeutsch marahscalc, zusammengesetzt aus marah, „Pferd, Mähre“ und scalc „Knecht, Diener“. Es bezeichnet ursprünglich den „Roßknecht“. Mit dem Titel seines Herrn steigt – wie auch bei Mundschenk „Tafeldiener“, Kämmerer „Kammerdiener“ – auch seine Bedeutung, zu „Stallmeister“ (Marstaller) und später zu allgemeiner Bedeutung im Sinne „Kommandeur der Reiterei“. Später war es ein Titel der den Hofgerichten vorstehenden Beamten.
Marshalsea (oder Marshalcy) war also der ursprüngliche Name eines Gerichts (in voller Länge: „Court of the Marshalsea of the Household of the Kings of England“). Das Gefängnis wurde lediglich für die Beschuldigten des Gerichts angebaut; auch um diese bei einer Berufung für die Überstellung zum Court of King’s Bench festzuhalten. Das Gericht wurde auch „Court of the Verge“ (deutsch etwa: Gericht des Umlandes) genannt, weil es für die Vergehen im Bereich des Palastes zuständig war. Dieser Bereich wurde mit 12 Meilen (knapp 20 Kilometer) um den Palace of Whitehall, dem Wohnsitz der englischen Königsfamilie, definiert. Allerdings war das Marshalsea auch ein mobiles Gericht, welches in der Lage war mit dem König im Land umherzuziehen. Es war zuständig für Gesetzesverstöße und Schuldnervergehen von Angestellten des königlichen Haushalts, z. B. Dienern, Beamten oder Küchenpersonal. Zunehmend aber wurde das Gericht auch für Personen außerhalb des königlichen Haushalts angerufen.

### Southwark
Gegründet im Jahr 43 durch die Römer, diente Southwark als südlicher Einlasspunkt Englands nach London. Insbesondere folgend der Watling Street, der alten Römerstraße, kommend von Canterbury. Diese mündete in die heutige Southwarker Borough High Street und von da weiter zur alten London Bridge. Das Gebiet erlangte seinen, zuweilen zweifelhaften, Ruf durch seine Reisenden und Gasthöfe, darunter das Tabard Inn. Diese fluktuierende Masse an Einwohnern brachte neben Armut auch Prostitution, Bear- und Bullbaiting, Theater (darunter William Shakespeares Globe Theatre) und Gefängnisse. Begünstigt durch die rigiden Gesetze der City of London, welche derartiges Spektakel aus seinen Mauern wies; dies aber den Verbannten auch künstlerische und wirtschaftliche Freiheiten ermöglichte, die in der u. a. durch die Puritaner regierten City nicht gegeben waren. 1796 gab es fünf Gefängnisse in Southwark: The Clink, King’s Bench, Borough Compter, das White Lion und das Marshalsea. Fünf von 18 gesamt in London.

### Gefängnisse in England

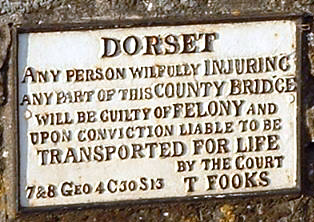
Eine verbliebene Hinweistafel auf einer Brücke in Sturminster Newton, Dorset, die jeden, der die Brücke beschädigt, warnt, dass er hierfür in die Kolonien deportiert würde

Bis zum 19, Jahrhundert wurde in England die Gefängnisverwahrung nicht als Strafe begriffen, ausgenommen von kleineren Vergehen wie Landstreicherei; Gefängnisse waren lediglich dazu gedacht, Schuldner festzuhalten bis ihre Gläubiger ausbezahlt waren oder ihr weiteres Schicksal durch Richter bestimmt wurde. Letzteres konnte eine Hinrichtung umfassen (in Großbritannien erst 1964 abgeschafft), Auspeitschen (beendet 1961), das Einzwängen in Stöcken (beendet 1872), das Stellen an den Pranger (beendet 1830), die Bestrafung durch den Tauchstuhl (vergl. Waterboarding; beendet 1817), Verpflichtung zum Militär oder die Deportierung nach Amerika oder Australien (beendet 1867). 1774 gab es bei einer Gesamtbevölkerung von sechs Millionen Menschen in Großbritannien gerade einmal etwas über 4.000 Gefangene, davon die Hälfte säumige Schuldner. (Zum Vergleich: 2019 gab es 78.832 Strafgefangene in England und Wales bei einer Gesamtbevölkerung von 56 Millionen.)
Vor der amerikanischen Unabhängigkeitserklärung von 1776, deportierte Britannien zwischen 1719 und 1772 30.000 Gefangene zu ihren Dreizehn Kolonien. Während des Amerikanischen Unabhängigkeitskrieges (1775–1783) wurden viele Kriegsgefangene in Gefängnisschiffen eingeschlossen. Dabei gab es aufgrund extrem schlechter Haftbedingungen mehr Opfer (ca. 7000) als in allen Schlachten des Krieges (4435). Eines dieser Schiffe war beispielsweise die Jersey der Royal Navy. Allein in der Wallabout Bay am East River gab es mindestens 16 Gefängnisschiffe der Briten mit 11.000 Gefangenen.
1787 begann die Deportation von Straffälligen, bei der 164.000 Männer und Frauen auf 806 Schiffen bis zum gesetzlich verfügten Ende dieser Praxis im Jahr 1867 nach Australien geschickt wurden.
Die hernach in Großbritannien errichteten Gefängnisse des 18. Jahrhunderts waren im Grunde mehrstöckige Wohnanlagen, zum Teil mit freiem Zugang für die Öffentlichkeit. Sie wurden aber nachlässig gewartet und waren oftmals schmutzig. Auch enthielten sie etliche Räume in zum Teil feuchten Kellern. Die Gefängnisse befanden sich im Besitz Adeliger und boten ihnen durch Verpachtung an Dritte eine Verdienstmöglichkeit.

„Mein Leser wird die ihm eigene Bösartigkeit [den Geruch in Gefängnissen] zu beurteilen wissen, wenn ich ihm versichere, dass meine Kleidung auf meinen ersten Reisen so übelriechend waren, dass ich es in einer Postkutsche nicht ertragen konnte, wenn die Fenster hochgezogenen waren: und daher oft genötigt war, zu Pferde zu reisen. Die Blätter meines Memorandum-Buches waren oft so befleckt, dass ich sie erst verwenden konnte, nachdem ich sie ein oder zwei Stunden vor dem Feuer ausgebreitete. Und sogar mein Gegenmittel, ein Fläschchen Essig, ist mir nach der Verwendung in einigen Gefängnissen unerträglich unangenehm geworden.“

Die Gefangenen mussten für ihre Unterbringung zahlen, wie auch für ihre Versorgung und Kleidung. Selbst die karge Möblierung ihrer Zellen mussten sie aus eigenen Mitteln bestreiten. So wurde ein Gefangener nicht aus der Haft entlassen, weil er dem Gefängnis Geld für die Untersuchungshaft schuldete. Dieses Vorgehen fand selbst Zustimmung bei dem Rechtsgelehrten Matthew Hale. Gefängniswärter verkauften Lebensmittel oder ermöglichten privilegierteren Gefangenen gegen eine Beteiligung an den Einnahmen eigene Geschäfte zu eröffnen; das Marshalsea enthielt so nach und nach mehrere Geschäfte und sogar kleine Restaurants. Gefangene, die sich keine Nahrungsmittel leisten konnten und auch nicht von außen unterstützt wurden, konnten im Gefängnis an Hunger sterben. Das Gefängnis stellte keine Ernährung ihrer nichtzahlenden „Gäste“ zur Verfügung.

## Das erste Marshalsea (1373–1811)

### Überblick

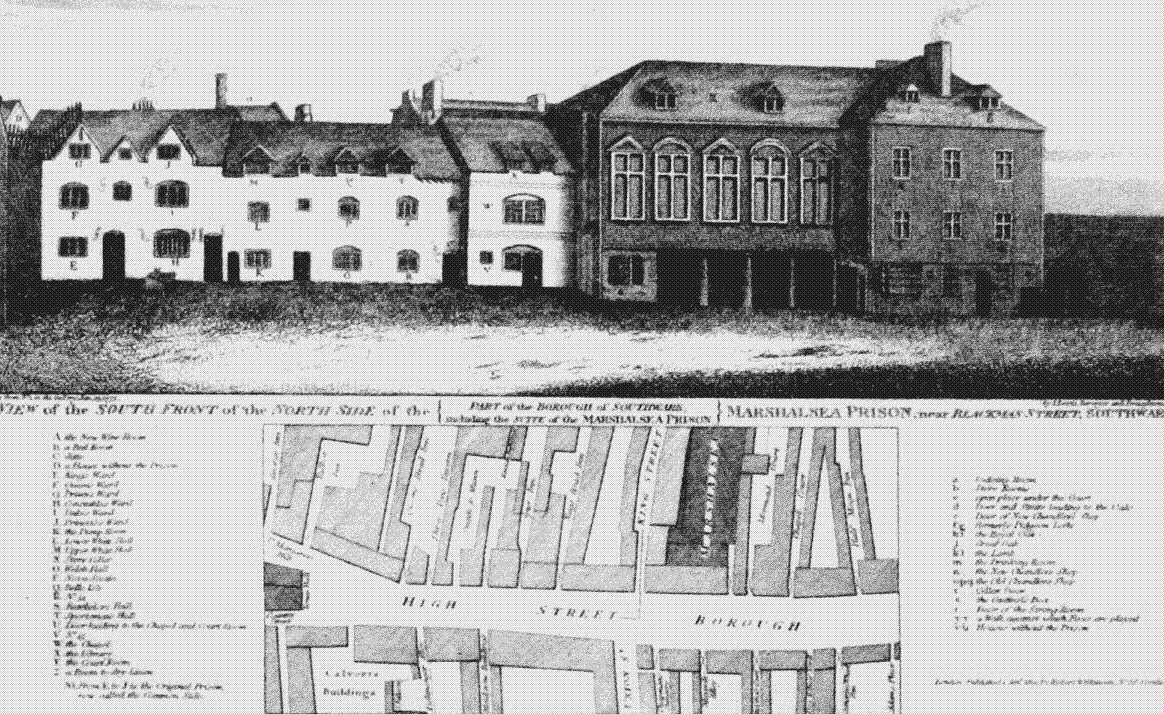
Südliche Front der Nordseite des ersten Marshalsea, 1773. Das Gebäude mit den Säulen war ein Gerichtsgebäude. Ganz rechts die Türe zu dem berüchtigten Strong Room, wo Gefangene in der Nähe des Abwasserkanals festgehalten und bestraft wurden.

Das Marshalsea belegte nacheinander zwei Gebäude der gleichen Straße in Southwark. Das erste Haus datierte zurück zum 14. Jahrhundert und fand sich auf der Höhe des Hauses 161 der heutigen Borough High Street. Gegen Ende des 16. Jahrhunderts geriet das Gebäude in einen zunehmend baufälligen Zustand. So ließ 1799 die Regierung verlauten, dass sie das Gefängnis 120 m weiter südlich neu errichten wolle (heute Hausnummer 211 in der gleichen Straße).
Das alte Marshalsea maß 46 Meter in der Länge und 15 m in der Breite und lag ein wenig von der Straße zurück. Es gibt keinerlei Aufzeichnungen darüber, wann es genau errichtet wurde. Ida Darlington zufolge, Herausgeberin der 1955 erschienenen Survey of London, gibt es eine Erwähnung der „good men of the town of Suthwerk“, denen die Genehmigung erteilt wurde, 1373 auf der High Street von Southwark ein Gebäude zu errichten, um Gefangene des Königlichen Haushalts (King’s household) vor ihrer Anhörung vor Gericht festzuhalten. Darlington schreibt 1955, dass frühere Erwähnungen des Marshalsea vorhergegangene Gefängnisbauten meinten. Der Historiker Jerry White schreibt, dass es bereits im Jahr 1300 stand, aber Darlington führt die Schließung und die Patent Rolls an, und schreibt: „Der Begriff Marshalsea Prison erscheint seit 1294, aber das Mittelalter hindurch wurde er oftmals wahllos für das Gefängnis des Knight Marshal und für das Gefängnis, welches der Marshal of the Court of King's Bench betrieb, benutzt. So gibt es z. B. 1324 eine Bezugnahme zu John de Castello, einem Aufständischen, der sich in einem Gefängnis des Marshals in York befand; und 1339 eine Erwähnung eines John Gerard, einem 'Kaplan', der vom Vorwurf des Raubes und der Flucht aus dem Marshalsea Gefängnis des King’s Bench in Canterbury begnadigt wurde. Es gab im 13. Jahrhundert verschiedene Referenzen auf die Schließung und die Patent Roll eines königlichen Gefängnisses in Southwark, aber keinen Hinweis auf ein tatsächlich zweckgebundenes Haus bis 1373, bis die 'good men of the town of Suthwerk' die Lizenz erhielten 'to build in the high street leading from the church of St. Margaret towards the south, a house, 40 feet long and 30 feet wide, in which to hold the pleas of the Marshalsea of the king's household and to keep the prisoners of the Marshalsea while in the said town, and to hold all other the king's courts.'“ 1381 findet sich eine Erwähnung auf das Marshalsea Gefängnis in Southwark, als es von Wat Tyler während des Bauernaufstands von 1381 in Brand gesetzt wurde. John Cope, Esquire, wird 1412 als Marshal des Marschall-Hospizes beschrieben. William Bradwardyn wird 1421 als Marshal erwähnt.
Belegt wurde das Marshalsea, wie auch sein Nachfolgebau, mit säumigen Schuldnern. So konnten 1773 innerhalb von 12 Meilen um Westminster Menschen, die einem Gläubiger mehr als 40 Schillinge schuldeten (auf dessen Antrag) hier inhaftiert werden. Jerry White schreibt, dass nur die ärmsten Schuldner Londons ins Marshalsea kamen, während besser Situierte oder gesellschaftlich höher gestellte Schuldner vermittels des Instruments des Habeas Corpus hieraus entkamen und so erreichten in das Fleet oder King’s Bench verlegt zu werden, welche mehr Komfort boten. Das Marshalsea nahm auch einige Personen auf, die sich vor dem Old Bailey für Straftaten zur See verantworten mussten.
Das Marshalsea stand prinzipiell unter der Kontrolle des Knight Marshal, wurde aber aus wirtschaftlichen Gründen auch an andere Betreiber verpachtet. So ermöglichte zum Beispiel Philip Meadowes (auch Philip Meadows) 1727 einem Drucker namens John Darby das Gefängnis zu übernehmen, welcher es wiederum dem Metzger William Acton überließ. Acton hat bereits früher schon hier mal als Gefängniswärter gearbeitet. Er zahlte Darby innerhalb eines siebenjährigen Pachtvertrages £140 pro Jahr (heute entspräche dies etwa 25.000 Euro). Damit hatte er aber lediglich die Leitung inne. Weitere £260 musste er zahlen, wenn er auch die Einnahmen aus dem Zellenvermietungen und den verkauften Lebensmitteln behalten wollte. Später wurde Acton wegen Misshandlung und Mordes an drei Häftlingen angeklagt.

### Master’s Side

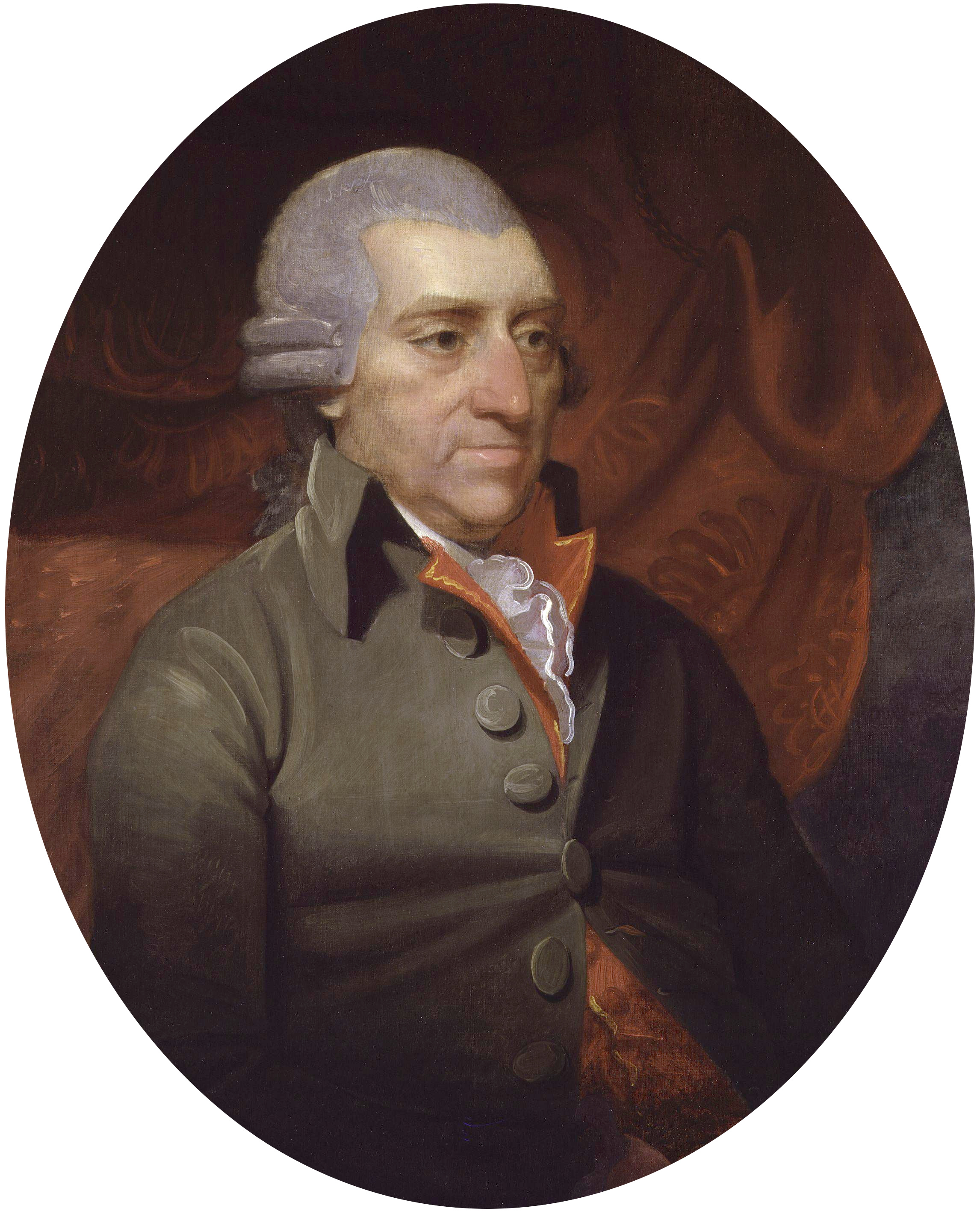
John Howard, der Reformer des Strafvollzugs, besucht das Marshalsea am 16. März 1774

Seit dem 18. Jahrhundert besaß das Gefängnis separate Abteilungen für seine Insassen, je nach Stand und finanziellen Möglichkeiten: Die „Master’s Side“, welche 50 einzelne Räumlichkeiten zur Anmietung anbot und die „Common …“ oder „Poor Side“ für die mittellosen Einsitzenden, welche aus neun Räumen bestand in die des nächtens bis zu 300 Gefangene gepfercht wurden. So kostete 1728 ein Zimmer in der Master’s Side 10 Schilling in der Woche, was aber ebenfalls dazu führte, dass sich mehrere Gefangene einen Raum teilten. Der Trompeter, Komponist und Flötist John Baptist Grano, ein Musiker unter Georg Friedrich Händel, zahlte 2 Shilling und 6 Pence für ein Zimmer mit zwei Betten und deckte die Kosten hierfür durch Untervermietung mit drei Mitbewohnern: Daniel Blunt, ein Schneider der mit 9 Pfund verschuldet war, Benjamin Sandford, ein Flussmatrose aus Bermondsey der seinen Gläubigern £55 schuldete und ein Juwelier namens Blundell. Weibliche Gefangene, die es sich leisten konnten, wurden in eigenen Quartieren untergebracht, den sogenannten „The Oaks“. Die Ehefrauen, Töchter oder Lebenspartner der Einsitzenden durften mit ihren Bezugspersonen leben, solange dafür gezahlt wurde.
Das Gefängnis hatte bei den Einsitzenden den Beinamen „Castle“ (Burg oder Schloss), was auch auf seine Bauweise zurückzuführen ist. So befanden sich Turmaufsätze über dem Haupteingang und innerhalb des Eingangs ein Seitenraum, welcher „Pound“ (Asyl) genannt wurde und in dem neue Gefangene auf die Zuweisung einer freien Zelle warteten. Weiter ging man durch bis zum Innenhof, hier ebenfalls von den Insassen scherzhaft „der Park“ genannt. Dieser war in zwei, durch eine schmale Mauer getrennte, Bereiche aufgeteilt, welche die Standesunterschiede auch im Gefängnis erkennbar machten. So sollten die beiden Bereiche (Master, Commons) voneinander getrennt bleiben, damit die besser gestellten Gefangenen ihre ärmlich gekleideten Mitgefangenen beim Hofgang nicht sehen mussten. Aber auch, damit sie nicht daran erinnert wurden, bei Ausbleiben ihrer Zahlungen oder Missachtung der Regeln jederzeit selbst in den Commons-Bereich eingewiesen zu werden.
Es gab im Gefängnis eine Kneipe, welche von der Ehefrau des Anstaltsleiters geführt wurde und 1728 auch einen Laden (geführt von dem Ehepaar Cary, selbst einsitzend) der den Gefangenen Kerzen, wie auch Seife und einige Nahrungsmittel verkaufte. Im Jahr darauf gab es sogar ein Café (Betreiberin: die Langzeitgefangene Sarah Bradshaw) und ein Restaurant („Steakhouse“) mit dem Namen Titty Doll’s (Betreiber: Ehepaar McDonell, ebenfalls einsitzend). Aber auch andere Gefangene betrieben im Haus eigene kleine Gewerbeeinheiten; so gab es z. B. eine Schneiderei oder einen Frisiersalon. Auch konnten Insassen der Master’s Side jederzeit Gefangene des Commonstrakts als Diener einstellen.
Am 16. März 1774 besuchte der Gefängnisreformer John Howard das Marshalsea. Er stellte sogleich fest, dass es keine Krankenstation gab und Gelder von Neuankömmlingen verlangt wurden, damit sie überhaupt eine Zelle zugewiesen bekamen. Fünf Zellen auf der Master’s Side waren an jemanden vermietet, welcher kein Gefangener war. Er nutzte eine Räumlichkeit für einen Kerzenladen, während er mit seiner Familie in zwei weiteren Räumen lebte. Die beiden anderen Zellen vermietete er an andere Gefangene unter. Während des Besuches Howards war der Kneipenraum (auch Beer Room) an eine Person vermietet, der als Gefangener der King’s Bench das Privileg besaß, das Gefängnis jederzeit verlassen zu dürfen, wenn er hierbei einen gewissen Radius um das Haus nicht verließ. Obwohl das Gesetz den Alkoholverkauf durch Gefangene verbot, wurde sich hier offenkundig nicht darum geschert. Allerdings war dessen Bier wohl nicht beliebt: So berichtete Howard von einem Sonntag im Sommer 1775, als von einem nahen Pub namens Ashmore’s 600 Krüge mit Bier in das Marshalsea gebracht wurden.

### Common Side

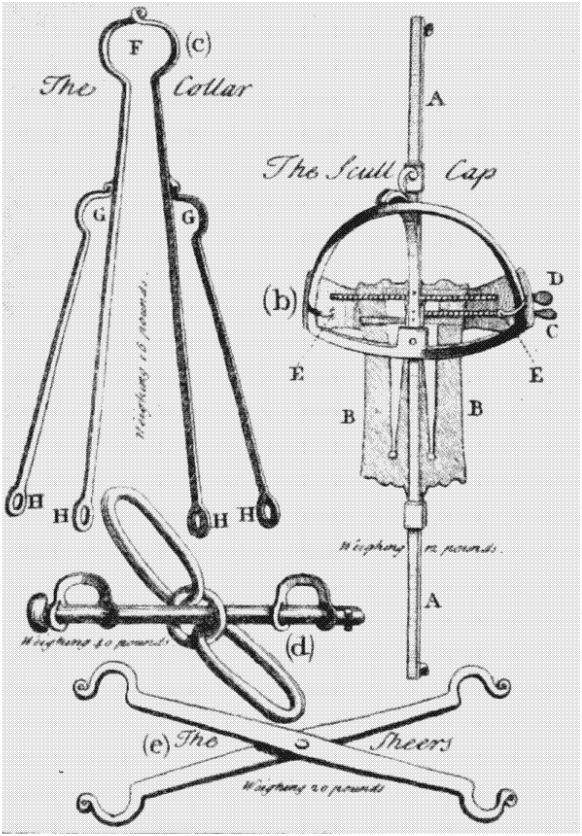
Straf- und Folterinstrumente im Marshalsea, aus einem Bericht des Gaols Committee, 1729

Gefangene der Master’s Side wagten sich selten auf die Common Side. John Baptist Grano war am 5. August 1728 nur einmal dort und schrieb in sein Tagebuch: „Ich dachte, es würde mich umbringen.“ Es war nicht nötig, dass andere Gefangene sie sehen, schreibt John Ginger. Es reichte für sie zu wissen, dass es existierte, um die Miet- und Anwaltskosten und andere Zuwendungen von ihren Familien zu erhalten. Gelder, die anderswo ein angenehmes Leben ermöglichen würden, bedeuteten im Marshalsea jedoch Schutz vor Krankheit und Hunger, gar Tod.
In jedem Fall waren die Lebensbedingungen auf der Common Side schrecklich. 1639 beschwerten sich Gefangene darüber, dass 23 Frauen in einem Raum ohne Platz zum Hinlegen festgehalten wurden, was auch in eine Revolte mündete, bei der Insassen Zäune niederrissen und die Wachen mit Steinen angriffen. Gefangene wurden regelmäßig mit Ochsenziemern geschlagen oder ihnen wurden Daumenschrauben angelegt. Auch eine „Skullcap“ (deutsch etwa: Schädelkappe), welche einen Kopf schraubstockartig zusammendrückte und rd. 5,4 kg wog, wurde angelegt.
Was ihnen oft den Rest gab, war es gezwungen zu werden, im „Strong Room“ zu liegen, einem fensterlosen Schuppen in der Nähe des Hauptabwasserkanals, neben Haufen von Exkrementen und bisweilen auch Leichen, die hier vor der Beerdigung gelagert wurden. Dickens beschrieb es als „gefürchtet von selbst den unerschrockensten Straßenräubern und nur für Kröten und Ratten erträglich“. Einem Armeeoffizier, der im Strong Room an Diabetes starb – er wurde zuvor aus der Common Side rausgeworfen, weil sich Insassen über den Geruch seines Urins beschwert hatten –, wurde laut eines Zeugen innerhalb von Stunden nach seinem Tod das Gesicht von Ratten gefressen.
Als William Acton in den 1720er Jahren das Gefängnis leitete, wurden die Spenden, welche zur Versorgung der mittellosen Gefangenen auf der Common Side gesammelt wurden, an eine Gruppe vertrauenswürdiger Gefangene umgeleitet, die das Gefängnis auf Anweisung Actons überwachten. Dieselbe Gruppe, die anlässlich der 1729 geführten Mordanklage gegen Acton schwörte, dass die hauseigene Strafkammer, der Strong Room, der „best room in the house“ gewesen sein sollte. Ginger schrieb, dass Acton und seine Ehefrau, welche ein komfortables Appartement neben dem Pförtnerhaus bewohnten, wussten, dass sie auf einem Pulverfass saßen: „Jeden Morgen füllte der Geruch von frischgebackenem Brot den […] Innenhof […], nur brutale Unterdrückung konnte verhindern, dass die Common Side revoltierte [orig.: “… erupting”].“

### Das Gaols Committee von 1729

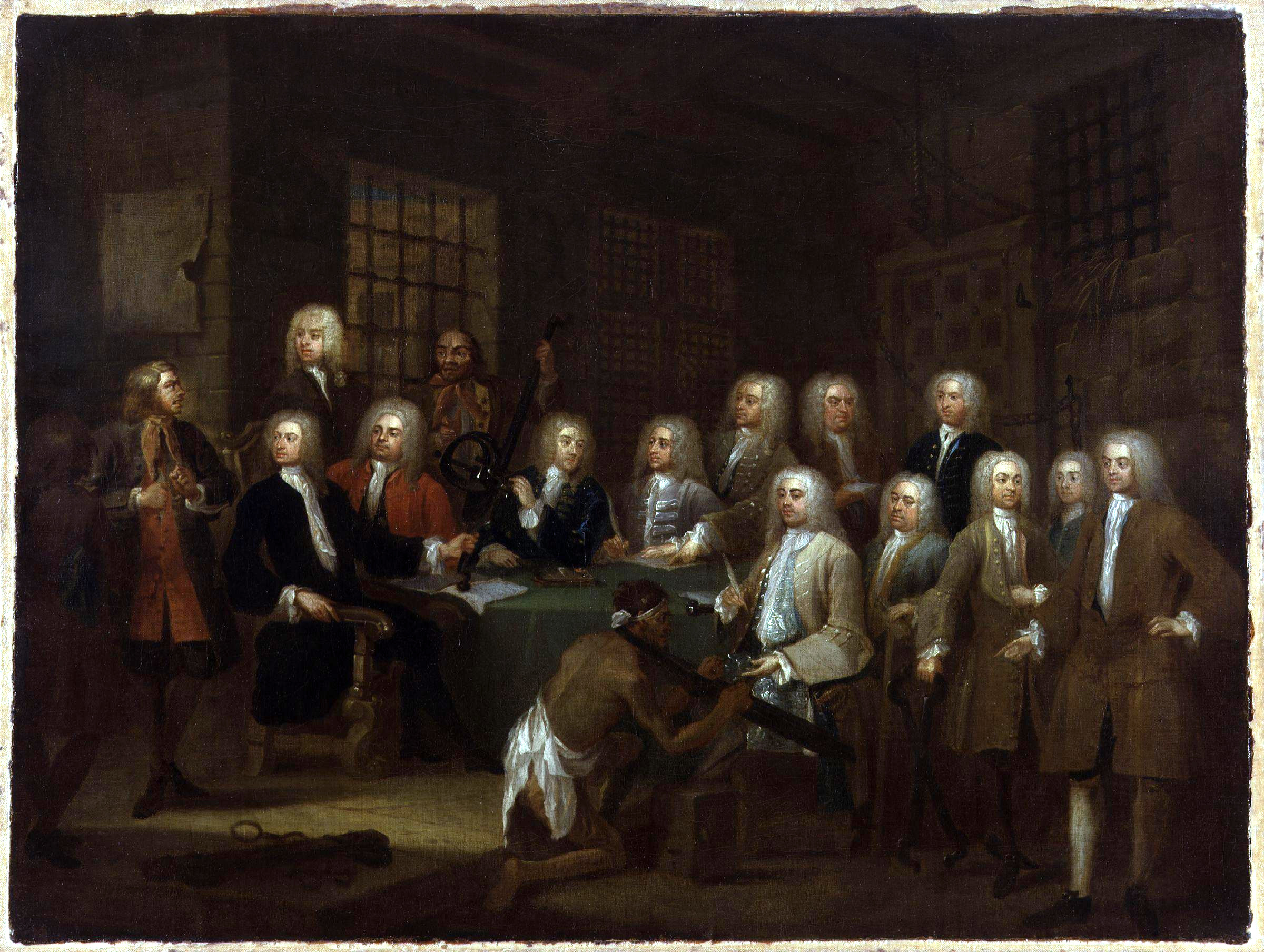
The Gaols Committee of the House of Commons (ca. 1729) von William Hogarth. James Oglethorpe MP (ganz links) befragt Thomas Bambridge, den Wärter des Fleet Prison (weit links stehend).

Horace Walpole schrieb 1749: „Die Szene [auf rechts stehendem Bild] bildet das Komitee ab. Auf dem Tisch liegen die Folterinstrumente. Ein Gefangener in Lumpen, halb verhungert, steht davor. Der arme Mann macht einen glaubwürdigen Eindruck und zieht das Interesse auf sich. Auf der anderen Seite steht ein unmenschlicher Gefängniswärter. Er ist genau die Figur, die Salvator Rosa für Iago im Moment der Entdeckung gezeichnet hätte.“
Auf der Common Side gab es 1728 einen Pockenausbruch. Robert Castell, ein verschuldeter Architekt des Fleet-Gefängnisses, der in Unterkünften außerhalb der Haftanstalt lebte, wurde zuvor vorübergehend in einem Sponging-house einquartiert, nachdem er sich geweigert hatte, dem berüchtigten Aufseher des Fleet, Thomas Bambridge, eine höhere Gefängnisgebühr zu zahlen. Diese Unterkünfte haben ihren Namen erhalten, weil hier durch mehrtägige Inhaftnahme das letzte Geld eines Schuldners, wie aus einem Schwamm (engl. sponge), aus ihm herausgedrückt wurde; insofern dieser „Warnschuss“ nicht zum gewünschten Erfolg führte, folgte per Gerichtsentscheid die Überstellung ins Schuldnergefängnis. Als Castell am 14. November im Schwammhaus ankam, musste er sich den Raum mit einem Mann teilen, der kurz darauf an Pocken starb. Infolgedessen wurde auch er infiziert und starb einen knappen Monat später.
Castell hatte einen Freund, James Oglethorpe, einen Tory-Abgeordneten, der Jahre später als General die Kolonie der Provinz Georgia gründete. Oglethorpe begann hierauf Fragen zur Behandlung von Gefangenen zu stellen, die wegen ihrer Verschuldung einsaßen. Eine Gruppe von Schuldnern reichte dann, möglicherweise auf Betreiben von Oglethorpe, eine Beschwerde über ihre Behandlung beim Oberbürgermeister von London und seinen Stadträten ein, die dann am 21. Dezember 1728 den Aufseher des Fleet Prison zur Befragung vorluden.
Im Februar 1729 richtete das Unterhaus einen parlamentarischen Ausschuss, das sogenannte „Gaols Committee“ unter dem Vorsitz von Oglethorpe ein, um die Bedingungen im Fleet und Marshalsea zu untersuchen. Dieser suchte das Fleet-Gefängnis am 27. Februar, und das Marshalsea am 25. März auf. William Hogarth begleitete das Komitee bei seinem Besuch des Fleets und fertigte Skizzen an, welche er später in Öl malte. Dies tat er im Auftrag von Sir Archibald Grant, 2. Baronet, MP für Aberdeenshire. Dieser findet sich auf dem Bild als dritter von rechts. Der Mann in Ketten soll Jacob Mendez Solas sein, ein Gefangener portugiesischer Herkunft.
Das Komitee war sichtlich schockiert über die Lebensbedingungen der Gefangenen. So fanden sie im Fleet Prison Sir William Rich, einen Baron, gekettet in Eisen, vor. Weil er die Gefängnisgebühr nicht bezahlen konnte, zudem in Streit mit einem Aufseher geriet und er diesen mit einem Schuhmachermesser verwundete, wurde er mit einem glühenden Schürhaken verbrannt, mit einem Stock geschlagen und zehn Tage lang in einem Verlies gehalten. Im Marshalsea stellten sie zudem fest, dass man Gefangene der Common Side routinemäßig verhungern ließ.

„Die einzige Unterstützung von der sich die armen Elendigen ernähren konnten, war eine zufällige Zuteilung von Erbsen sowie 30 Pfund Rindfleisch, gewährt von einem Gentleman, welcher seinen Namen verbirgt, verteilt von den Richtern und Beamten des Marshalsea, am Montag, Mittwoch und Freitag; dieses wurde in sehr kleine Portionen aufgeteilt, ungefähr eineinhalb Unzen [42 Gramm], und verteilt mit einem Viertel eines Half-penny Loafs [billiger Brotlaib].
Wenn der arme Elendige die Nächstenliebe seiner Freunde erschöpft und das Geld verbraucht hat, das er durch den Verkauf seiner Kleidung und Bettzeug erlöst hat und seine letzte Zulage an Vorräten gegessen hat, wird er gewöhnlich in ein paar Tagen schwach, aus Mangel an Essen mit den Symptomen der Schwindsucht; und wenn er nicht mehr in der Lage ist zu stehen, kann er für 3 Pence, die Gebühr für die Krankenschwester des Gefängnisses, die Freiheit erhalten, in die Krankenstation getragen zu werden, und verweilt etwa ein oder zwei Monate lang mit der Unterstützung der oben genannten Essenszuteilung, und stirbt dann.“

#### Der Fall William Acton

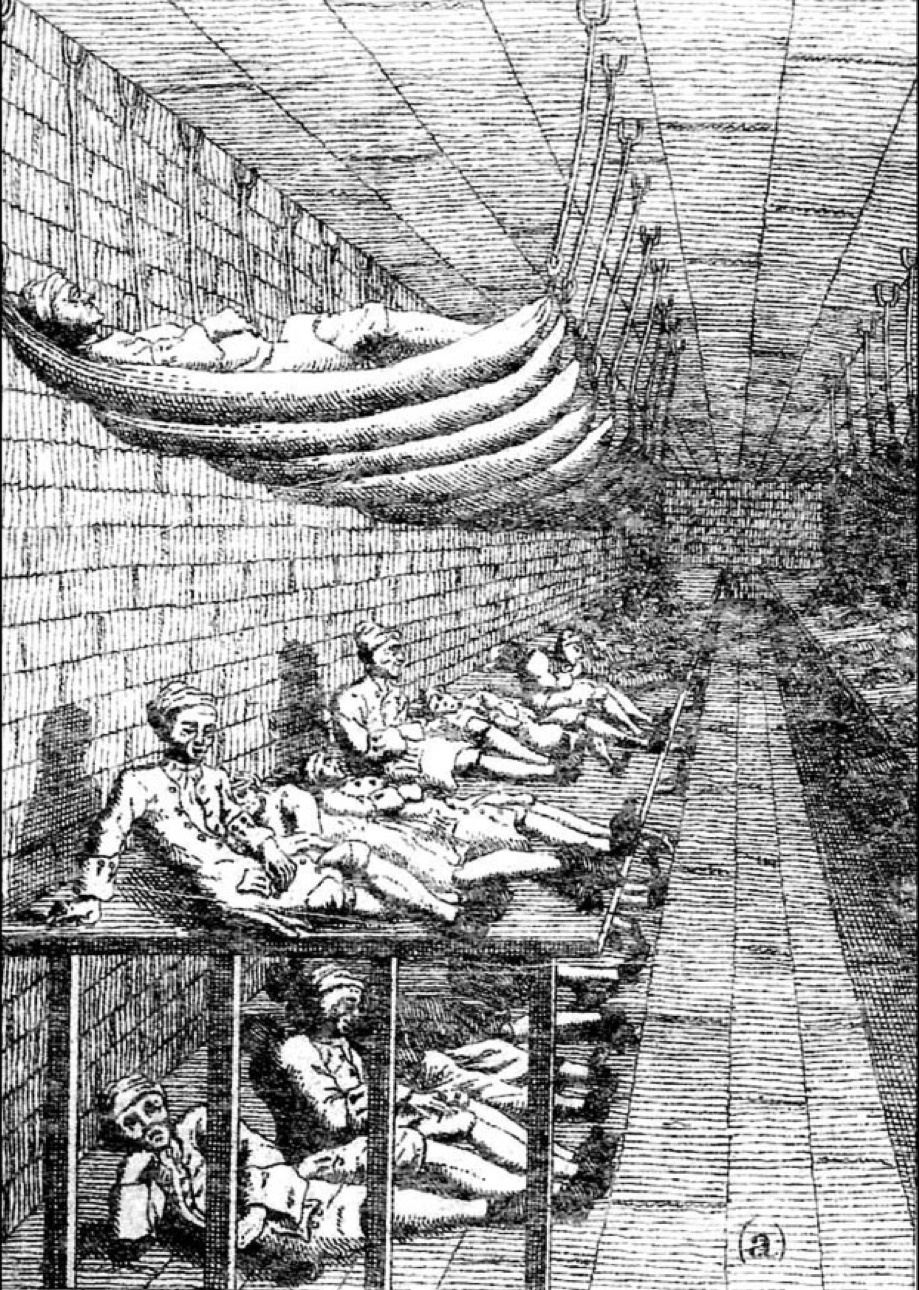
Die voll belegte Krankenstation des Marshalsea, 1729.

Als ein Ergebnis der Untersuchungen durch das Goal Committee wurden einige Hauptpersonen des Gefängnisses im August 1729 unter Mordanklage gestellt. Darunter Thomas Bambridge vom Fleet Prison und William Acton vom Marhalsea. Den Überlieferungen des Komitees zufolge, zogen diese Prozesse viel öffentliche Aufmerksamkeit auf sich. Von den 41 Bänden Gerichtsakten belegt alleine das Gerichtsverfahren gegen Acton zwei Bücher.

#### Der Fall Thomas Bliss
Die erste Anklage gegen Acton beinhaltete den 1726 begangenen Foltermord an dem verschuldeten Zimmermann Thomas Bliss. Da dieser seine Gefängniskosten nicht zahlen konnte, wurde er sehr armselig ernährt. Daraufhin fasste dieser den Plan mit einem über die Mauer geworfenen Seil zu entkommen. Seine Verfolger waren jedoch rasch zur Stelle und zogen ihn an seinen Fersen herunter. Während der Befragung, wer ihm zu dem Seil verhalf, wurde er von Acton mit dessen Ochsenziemer misshandelt. Dazu trat er ihm wiederholt in den Magen und warf ihn in das „Loch“, einem feuchten Verschlag unter der Treppe und anschließend in den Strong Room. Dort wurde er mit einem eng verschraubbaren Kopfkäfig und Daumenschrauben weiter misshandelt; so sehr, dass er aus Körperöffnungen und den malträtierten Extremitäten blutete. Er wurde später aus dem Gefängnis entlassen, starb aber später aufgrund seiner Verletzungen im St. Thomas Hospital.

### Der Strong Room
Der Strong Room war ein lichtloses Bestrafungszimmer, welches ursprünglich zur Einkerkerung von Piraten eingerichtet wurde. Es befand sich nur wenige Meter vom Abwasserkanal des Gefängnisses entfernt. Es wurde nie gereinigt, hatte kaum Frischluftzufuhr (der Geruch wurde als widerlich beschrieben) und war voller Ratten; bisweilen auch Exkremente, deren Menge „mehrere Schubkarren“ füllte. Einige Gefangene sagten aus, dass der Raum kein Bett enthielt, sodass die Insassen auf dem feuchten Boden schlafen mussten. Bisweilen auch zwischen Leichen, die hier zur Beerdigung zwischengelagert wurden. Jedoch eine Gruppe Gefangener, welche Acton bevorzugte und gegen Entlohnung für Aufsichtsaufgaben einsetzt wurden, sagten aus, dass es sehr wohl Betten dort gab. Einer von ihnen behauptete, er habe diesen Raum sogar bevorzugt, weil er „so sauber“ war; Das „beste Zimmer der Common Side“, behauptete ein anderer. Und dies trotz zuvor vernommener Aussagen, wonach z. B. der Körper eines Gefangenen vom Liegen auf dem nassen Boden linksseitig angefault war und einem anderen die Ratten dessen Nase, Ohren, Kinn und das linke Auge fraßen.

#### Andere Fälle und Freispruch
Dem Gericht wurden drei weitere Fälle herangetragen. Captain John Bromfield, Robert Newton und James Thompson, sie alle starben nach ähnlicher Behandlung durch Acton: Schläge, gefolgt von einer gewissen Zeit im „Loch“ oder dem Strong Room, bevor sie auf die Siechenstation verlegt wurden, wo sie in Fußeisen gekettet auf dem Boden schlafen mussten.
Acton war so sehr um seinen Ruf besorgt, dass er darum bat, die Anklage in lateinischer Sprache vorlesen zu lassen, was aber nicht gewährt wurde. Die Regierung wollte zudem einen Freispruch erwirken, um den guten Namen des Diplomaten und Rittermarschalls Sir Philip Meadowes zu schützen, der John Darby als Gouverneur des Gefängnisses engagierte, welcher dann seinerseits das Gefängnis weiter an Acton verpachtete. Die von Acton bevorzugten Gefangenen sagten stets zu dessen Gunsten aus, legten dabei aber widersprüchliche Beweise vor, wie der Prozessrichter gegenüber der Jury betonte. Eine Reihe von Zeugen sprachen von dem guten Charakter Actons, darunter ein Richter, ein Parlamentsabgeordneter, Actons Metzger, Brauer, Schneider und Anwalt. Sein Kohlelieferant bezeichnete Acton sogar als „ungeeignet für dieses Amt, da er ein zu großes Mitgefühl habe“. Und so kam es, dass Acton nicht in allen Anklagepunkten schuldig gesprochen wurde. Das Gaols-Komitee hatte es zwar geschafft, auf die Misere der englischen Gefangenen aufmerksam zu machen, aber eine Reform gelang ihnen nicht.

### Berühmte Gefangene

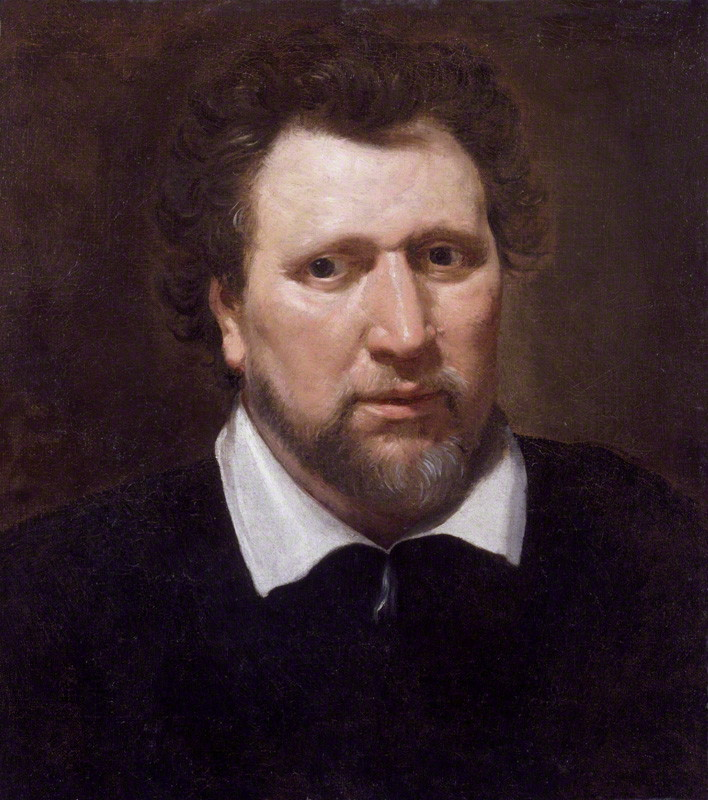
Ben Jonson wurde 1597 für sein Stück The Isle of Dogs inhaftiert

Obgleich die meisten Gefangenen des Marshalsea Schuldner waren, stand seiner Bedeutung nach das Marshalsea (hinter dem Tower of London) an zweiter Stelle. Ab dem 14. Jahrhundert wurden dort auch kleinere politische Persönlichkeiten, statt im Tower, auch im Marshalsea festgehalten; hauptsächlich wegen Aufwiegelung. William Hepworth Dixon schrieb 1885, dass das Gefängnis voll von „Dichtern, Piraten, Pfarrern, Verschwörern, Münzfälschern, Verleumdern, Säumigen, Jesuiten, Vagabunden jeder Klasse, die die Seelen der Machthaber verärgerten ….“
- Edmund Bonner (ca. 1500–1569), der letzte römisch-katholische Bischof in der Diözese London; Unter der protestantischen Königin Elisabeth I. wurde er, da er 1559 den Supremateid verweigerte, am 20. April 1560 im Marshalsea eingekerkert und starb am 5. September 1569 ebendort. Da die Protestanten wiederholt seine Hinrichtung forderten, dürfte seine lange Inhaftierung, die er laut Überlieferung allerdings durchaus lebensfroh hinnahm[62], auch seinem Schutz gedient haben.[63]
- Ben Jonson, Dramatiker (1572–1637). Er wurde 1597 als Urheber des satirischen Theaterstücks Isle of Dogs verhaftet.
- George Wither, Dichter (1588–1667). Er wurde 1614 für einige Monate für sein im Vorjahr erschienenes satirisches Gedicht Abuses Stript and Whipt (Sünden, Hochmut, Geiz, Wollust) (1613) in Haft genommen.
- Nicholas Udall, Dramatiker und Schulleiter (1505–1556). Er wurde 1541 für ein Jahr inhaftiert, weil er mit seinen Schülern Unzucht beging.[64]
- John Selden, Universalgelehrter (1584–1654). Er saß ein, weil er zu den Unterzeichnern der Petition of Right gehörte.
- Thomas Drury wurde am 15. Juli 1591 ans Marshalsea überstellt, wegen „diuerse greate and fonde matters“ (mehreren großen und gravierenden Angelegenheiten)[65] Drury wurde 1593 bekannt durch seine Anschuldigungen gegen den Dramatiker Christopher Marlowe.[66]
- John Eliot, Politiker (1592–1632). Als er 1632 vom Tower, in dem er inhaftiert war, zu einer Gerichtsanhörung ins Marshalsea verbracht werden sollte, verglich er es als das Verlassen seines Londoner Palastes für sein Landhaus in Southwark.[67]

## Das zweite Marshalsea (1811–1842)

### Überblick

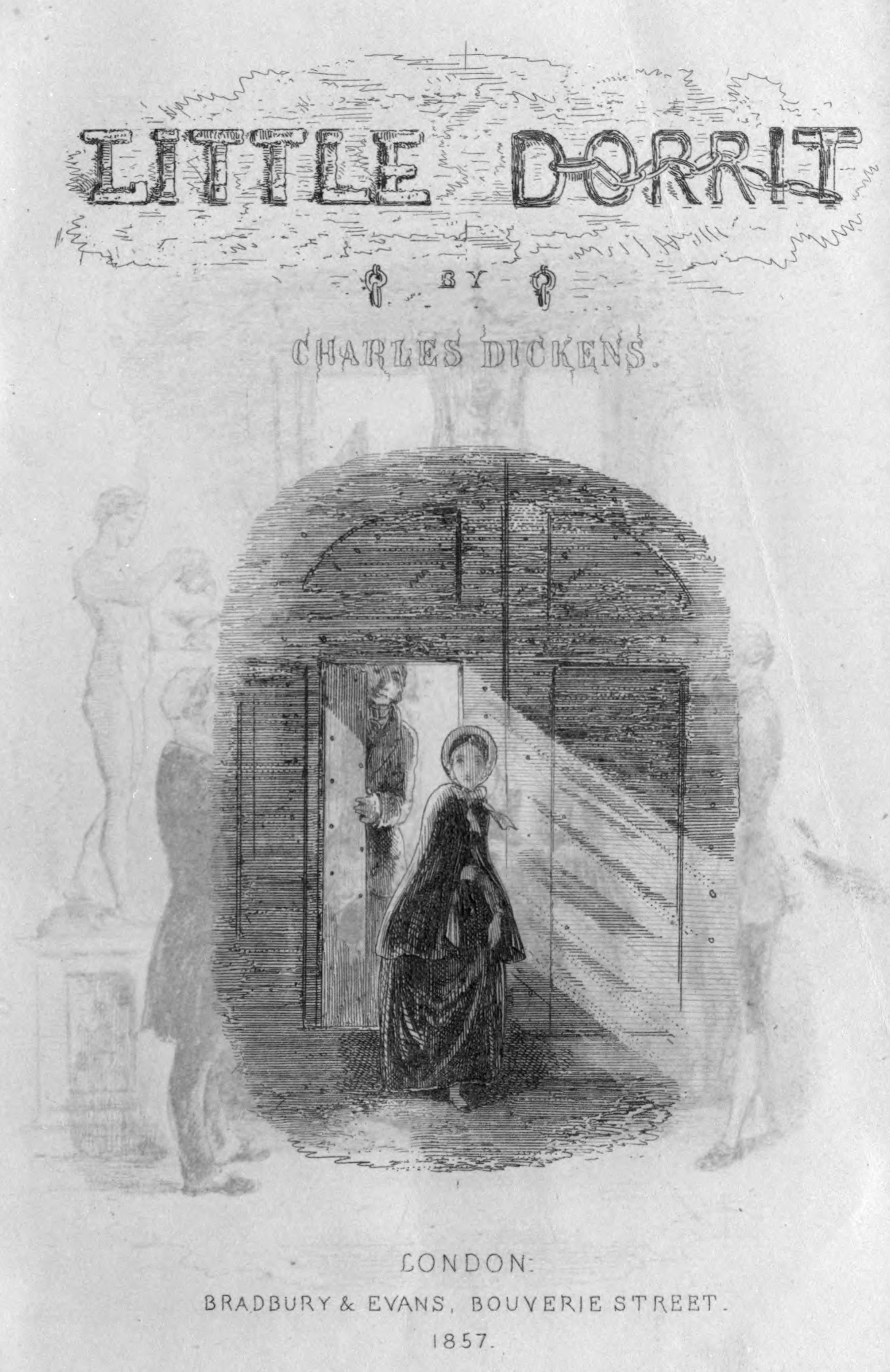
Das Originaltitelblatt von Charles Dickens‘ Little Dorrit, zeigend Amy Dorrit, wie sie das Marshalsea verlässt

Als der Gefängnisreformer James Neild im Dezember 1802 das erste Marshalsea aufsuchte, saßen lediglich 34 Schuldner, zusammen mit acht Ehefrauen und sieben Kindern ein. Neild schrieb, dass sich das Haus in einem ruinösen und unsicheren Zustand befand und die Unterkünfte der Schuldner äußerst elendig seien. In den Jahren 1749 und 1768 kam es zu Aufständen, die dem Zustand der betagten Haftanstalt nicht gerade zuträglich waren. Die Regierung bestätigte 1799 den baufälligen Zustand des Gebäudes und es wurde entschieden es 120 Meter südlich, auf einem Grundstück, auf welchem bis 1666 das White Lion Prison (auch Boroughs Gaol) betrieben wurde, neu zu errichten. (150 High Street, heute die Borough High Street). Laut London Footprints: "[Das White Lion] war vor 1535 ein Gasthaus und wurde 1540 zum Gefängnis des Sheriffs. Das 1513 gegründete Surrey County Gericht zog 1580 an den Ort und 1654 eine Strafanstalt. Die Strafanstalt oder „House of Correction“ [etwa Besserungsanstalt oder Zuchthaus] besaß eine Kapelle, erbaut 1661, welche 1723 renoviert wurde. Das Gefängnis wurde 1666 geschlossen und die Gefangenen in das (alte) Marshalsea verbracht. Das Surrey County Gericht wurde 1799 in die Horsemonger Lane verlegt. Dieses befand sich auf der Südseite von Angel Court und der Angel Alley, zwei engen Gassen, die es heute nicht mehr gibt. Die Fertigstellung des neuen Gefängnisses kostete 8.000 Pfund Sterling (dies entspricht 600.000 Pfund Sterling im Jahr 2019) und wurde 1811 mit zwei Sektionen eröffnet: eine für Gefangene der Admiralität, welche unter Kriegsgerichtsanklage standen und eine für Schuldner. Beide konnten eine gemeinsame Kapelle aufsuchen, die einstmals Teil des White Lion Gefängnisses war (errichtet 1661, erneuert 1723).

### Schuldner

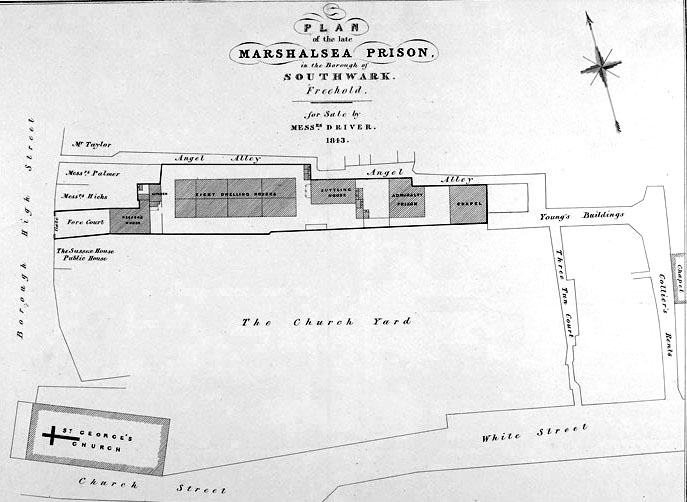
Dieser Plan des zweiten Marshalsea wurde 1842 erstellt, zu einem Zeitpunkt, als das Gefängnis bereits geschlossen war.

Wie das erste Marshalsea war auch das zweite Haus notorisch überbelegt. 1827 saßen 414 seiner 630 Insassen hier für Schulden unterhalb von 20 Pfund ein; insgesamt wurden hier 1.890 Menschen aus Southwark für eine gesamte Schuldensumme von £16.442 eingekerkert. Die Schuldnersektion des neuen Marshalsea bestand aus Backsteinbaracken und dazwischen ein Innenhof mit den Maßen 54×17 m, eine Küche, ein öffentlicher Raum und ein kleiner Schankraum, wo Schuldner so viel Bier trinken konnten, wie sie wollten. Sofern sie es sich leisten konnten: So kostete 1815 ein üblicher Krug mit etwa 285 ml Inhalt („pot“) fünf Pence. (Neild schrieb, dass der öffentliche Aufenthaltsbereich aus zwei Räumen und nicht aus einem Zimmer bestand, so wie es Dickens beschrieb.) Philpotts legt dar, dass zu Beginn des 19. Jahrhunderts die meisten Schuldner nur wenige Monate im Gefängnis waren; so waren am 19. April 1826 105 Schuldner einsitzend, davon 99 weniger als sechs Monate und die anderen sechs Häftlinge unterhalb eines Jahres einsitzend.
Die Häftlingsbaracken maßen neun Meter in der Breite und 30 Meter in der Länge und waren jeweils unterteilt in acht Gebäude, wovon jedes drei Stockwerke hatte, auf die sich zusammen 56 Zellen verteilten. So hatte jedes Stockwerk sieben Zellen, die zur Vorderseite angeordnet waren, wie eben auch die gleiche Anzahl, welche hinten raus lagen. Es gab allerdings keinen verbindenden Flur, sondern die Räume waren nur von außen über hölzerne Treppen zu erreichen. Dies stellte in einem Brandfalle ein zusätzliches Gefahrenpotential dar, da diese Treppen den einzigen Ausgang bildeten und die Zellen zudem nur durch dünne Gipsputzträgerwände voneinander getrennt waren.

„Wir werden hier in Ruhe gelassen; wir werden hier nicht belästigt; Es gibt keinen Türklopfer, Sir, der von Gläubigern angeschlagen werden könnte und der das Herz eines Mannes bis in den Hals schlagen lässt. Niemand kommt hierher, um zu fragen, ob ein Mensch zu Hause ist, und um zu sagen, dass er auf der Türmatte stehen wird, bis er es ist. Niemand schreibt Drohbriefe über Geld an diesen Ort. Es ist Freiheit, Sir, es ist Freiheit! ... wir sind auf dem Boden angelangt, wir können nicht fallen, und was haben wir gefunden? Frieden.“

Die Zellen in den Baracken maßen 3,30 m im Quadrat und waren 2,30 m bis 2,70 m hoch. Es gab ein Fenster, einen hölzernen Fußboden und einen offenen Kamin zur Beheizung. In jeder Zelle befanden sich zwei bis drei Insassen, welche sich eine Schlafstatt teilen mussten, da der Raum nicht groß genug für zwei Betten war. Abgesehen vom Bett mussten die Gefangenen, wenn sie eigene Möbel haben wollten, diese selbst zur Verfügung stellen. Der anonyme Augenzeuge beschwerte sich 1833:

„170 persons have been confined at one time within these walls, making an average of more than four persons in each room—which are not ten feet square!!! I will leave the reader to imagine what the situation of men, thus confined, particularly in the summer months, must be.“

„Innerhalb dieser Mauern wurden 170 Personen gleichzeitig eingesperrt, was einem Durchschnitt von mehr als vier Personen in jedem Raum entspricht - das sind keine zehn Fuß im Quadrat!!! Ich überlasse es dem Leser, sich vorzustellen, wie die Situation der derart eingepferchten Menschen, insbesondere in den Sommermonaten, sein muss.“

Weibliche Schuldner wurden in den Zellen oberhalb des Schankraums untergebracht.
Ein Großteil der Gefängnisverwaltung wurde von einem Komitee aus neun Gefangenen und einem Vorsitzenden (eine Position, die auch Dickens Vater innehatte) geleitet. Das Komitee wurde stets am letzten Mittwoch eines jeden Monats neu ernannt und trat dann jeden Montag um 11 Uhr zusammen. Der Ausschuss war dafür verantwortlich, Geldstrafen für Regelverstöße zu verhängen; eine Verpflichtung, die sie aufgrund der damit verbundenen finanziellen Vorteile mit Begeisterung erfüllten. Schuldner konnten abgestraft werden für: Diebstahl; Wasser oder Müll, gar Fäkalien aus den Fenstern oder in das Zimmer eines anderen werfen; nach Mitternacht Lärm machen; Fluchen, Raufen oder dem Absingen obszöner Lieder; Rauchen im Schankraum zwischen 8 und 10 Uhr und zwischen 12 und 14 Uhr; Verschandeln der Treppen; Beschmutzen der Toiletten; Diebstahl von Zeitungen oder Utensilien aus dem Gemeinschaftsraum; im Hof urinieren oder Wasser schöpfen, bevor es gekocht war (Seuchengefahr). Auch Kritik am Ausschuss selbst konnte bestraft werden.
So schrecklich das Marshalsea auch war, es hielt aber die Gläubiger fern, d. h. diese durften das Gefängnis nicht betreten. Die Schuldner ließen sich bisweilen absichtlich von einem befreundeten Geschäftspartner anzeigen und verhaften, um in das Gefängnis zu kommen, weil sie so vor dem Zugriff ihrer Gläubiger geschützt waren.
Die britische Historikerin Margot Finn schreibt, dass durch diesen Umstand bedingt, sogar die Entlassung als Strafe eingesetzt wurde; so wurde ein Schuldner im Mai 1801 wegen „Lärm und Störung im Gefängnis“ aus selbigem geworfen.

### „Garnish and chummage“

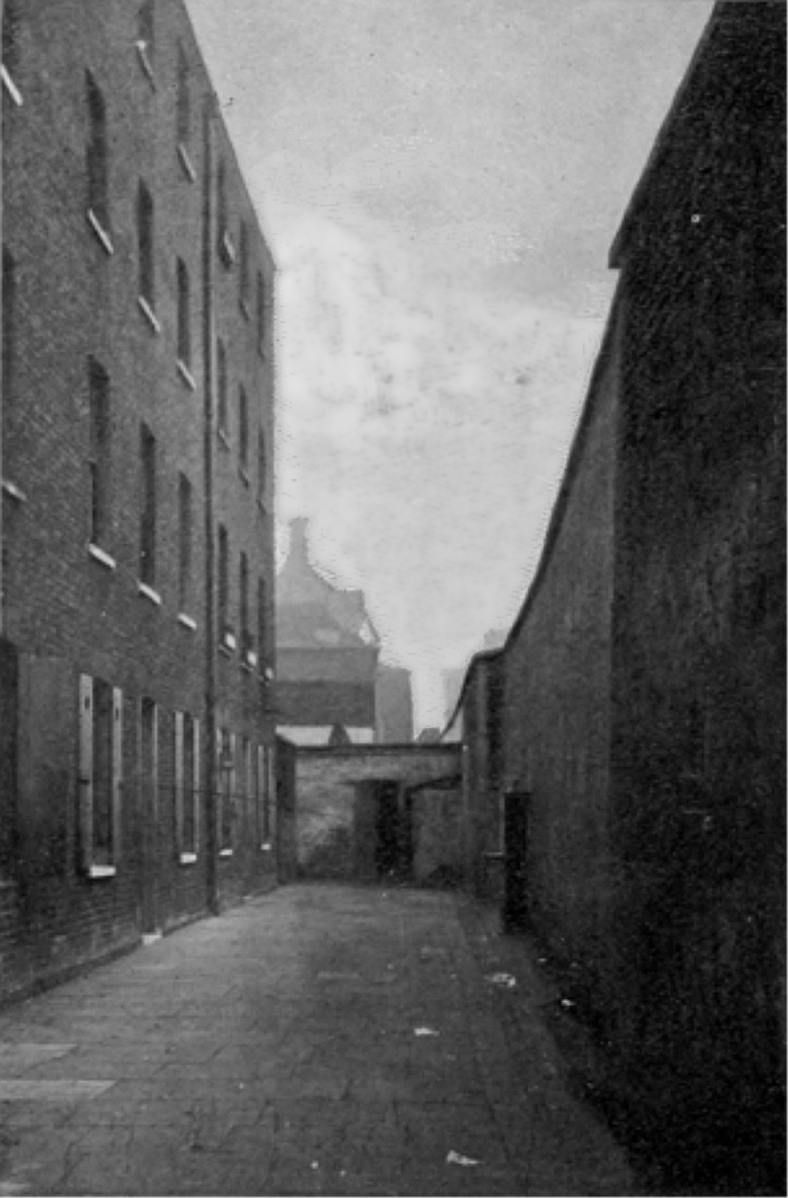
Der Innenhof des Gefängnisses, ca. 1897, zu einer Zeit, als die früheren Gefängnisbauten nunmehr als Wohnungen und Geschäfte genutzt wurden. Walter Besant:
„Ich glaube, es war ungefähr im Jahr 1877 oder 1878, als ich hinüberging, um das Marshalsea zu sehen, bevor es abgerissen wurde. Ich fand eine lange schmale Reihe von gewöhnlichen Häusern - sie stehen immer noch: Vor dem Haus befand sich ein schmaler Innenhof für Bewegung und frische Luft: Eine hohe Mauer trennte das Gefängnis vom Kirchhof: Die Räume in der Reihenhausanordnung waren zu beiden Seiten des Kamins mit tiefen Schränken gefüllt: Diese Schränke enthielten die Kohlen, die Kochutensilien, die Geschäfte und die Kleidung der Bewohner. Mein Reiseführer ... zeigte auf bestimmte Markierungen im Boden wo, wie er sagte, die Krampen eingelassen waren, an denen sie die armen Gefangenen festbanden.“

Bei ihrer Ankunft wurden von neuen Gefangenen erwartet, dass sie eine Art „Antrittsgeld“ (orig. „garnish“) zahlen. Eine Spende an das, aus Gefangenen bestehende, Verwaltungskomitee. Zu der Zeit, als die Untersuchungen begannen, zwischen 1815 und 1818, betrug es noch fünf Shilling und einen Sixpence, 1833 bereits acht Shilling und einen Sixpence. Frauen mussten weniger zahlen. Diese Gebühr erst erlaubte es den neuen Gefängnisinsassen den bequemen Gemeinschaftsraum mit seiner Teeküche, Kerzenlicht und Zeitungen mitzunutzen. Gefangene, die jedoch nicht zahlten, wurden vom Gefängnisausrufer zu Säumigen erklärt. Ihre Namen wurde in der Küche vermerkt und sie wurden bewusst gemieden (mit einer englischen Redewendung als "sent to Coventry" beschrieben).
Nachdem sie das „Garnish“ entrichtet hatten, erhielten sie ein sogenanntes „Chum Ticket“, dass ihnen eine bestimmte Zelle zuwies und somit auch, mit welchen Mitgefangenen sie sich anzufreunden (engl.: „to chum with“) hatten. Allerdings wurden sie in vielen Fällen in der ersten Nacht ihrer Ankunft in der Krankenstation untergebracht; auch danach verbrachten sie noch einige Tage im Innenhof, bis eine Zelle frei und bezugsfertig war. Und das, obwohl sie ja bereits für ihre Unterbringung gezahlt hatten.
Der Dickensexperte Trey Philpotts schrieb, dass die Neuankömmlinge zu den jungen, alleine lebenden Gefangenen gesellt wurden. Jedoch konnte sich ein vermögender Gefangener gegen eine Gebühr von einem halben Crown (Zeugenaussage von 1818) von seinem Mitbewohner befreien („buy out the chum“), während jener danach im Schankraum schlief, bis er wieder eine andere Räumlichkeit im Gefängnis fand, bzw. ihm zugewiesen wurde. Die einzigen Gefangenen, von denen keine Zellengebühr („Chummage“) erwartet wurde, waren Schuldner, die unter Eid ihre Insolvenz beteuert hatten und an Vermögen weniger als 40 Schillinge besaßen. Wenn ihre Gläubiger zustimmten, konnten sie nach 14 Tagen aus der Haft entlassen werden. Allerdings musste alle Gläubiger zustimmen; sobald nämlich einer widersprach, verbrachte der Verschuldete eine lange Zeit, durchaus auch dauerhaft, auf der Armenseite (Common Side) des Hauses, nahe der Frauensektion. Vom Stadtbezirk erhielt er dann kleine wöchentliche Zuweisungen und ein wenig Geld aus mildtätigen Gaben.

### Gefangene der Admiralität
Die Abteilung der Admiralität – im Deutschen entspräche dies der höchsten Marineführung (hierzu siehe auch Admiralität (Vereinigtes Königreich)) – beherbergte einige Gefangene, welche unter Militäranklage standen. Etwa für Vergehen wie Meuterei, Desertation, Akte der Piraterie und auch etwas, was der stellvertretende Marshall 1815 bevorzugte als „unnatürliche Strafvergehen“ (unnatural crimes) zu bezeichnen; ein Euphemismus für den Geschlechtsverkehr unter Männern. Im Gegensatz zu den Teilen des Gefängnisses, welche 1811 neu geplant und errichtet wurden, war die Abteilung der Admiralität, wie auch die nördliche Begrenzungsmauer, der Gemeinschaftsraum und die Kapelle noch Bestandteile des alten, 150 Jahre zuvor aufgegebenen, White Lion Gefängnis und daher in einem miserablen Zustand. Die Zellen waren derart verrottet, dass sie kaum geeignet waren Gefangene dort festzuhalten; so „brach“ 1817 ein Gefangener buchstäblich direkt durch die Zellenwand aus. Da die nördliche Mauer zu niedrig war, wurden Gefangene auch an Bolzen, die im Boden der Krankenstation eingelassen waren, fixiert.
Es war vorgesehen, dass es separat abgeteilte Innenhöfe gab, sodass Kriminelle nicht in Berührung zu den Schuldnern kamen. Gleichwohl vermengten sich beide Gruppen; und dies oftmals zur Begeisterung aller, wie es Dickens in seinem Roman schildert.
Der parlamentarische Ausschuss bedauerte diese Gegebenheiten und argumentierte, dass das Kernmerkmal von Gefangenen der Admiralität ihr „völliges Fehlen jeglicher Kontrolle“ sei und diese somit zwangsläufig einen negativen Einfluss auf die Schuldner haben könnten. Während die Inspektionen liefen, zogen sich beide Gruppen aber in ihre jeweiligen eigenen Bereiche zurück.
Dickens schrieb dazu:

„Von hier aus verkehrten die Schmuggler gewöhnlich mit den Schuldnern (die sie mit offenen Armen aufnahmen), gewisse reglementsmäßige Momente ausgenommen, wenn jemand aus irgendeinem Amt kam, um etwas zu überprüfen, von dem weder er noch sonst jemand etwas kannte. Bei diesen wirklich britischen Gelegenheiten gaben die Schmuggler vor, wenn überhaupt, in die festen Zellen und die Sackgasse zu gehen, während dieser jemand vorgab, das Seinige zu tun; und zuletzt in der Tat wieder hinaus ging, sobald er sein Nichts getan; ein Beispiel im Kleinen für die Verwaltung der meisten öffentlichen Angelegenheiten unserer kleinen, ganz kleinen Insel [orig.: “right little, tight little island”], eine zitierte Textzeile aus The Snug Little Island des Dramatikers und Liedschreibers Thomas John Dibdin (1771–1841).“

### Frauen

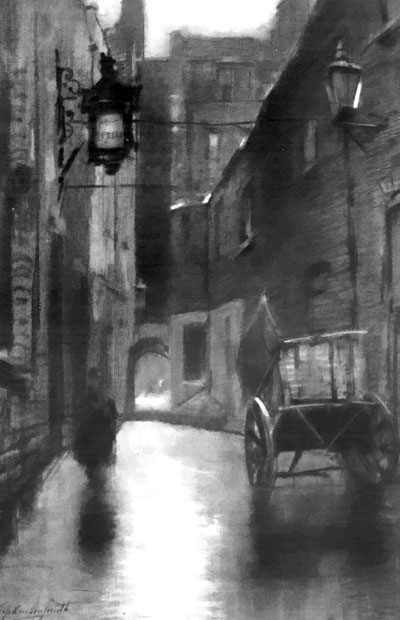
Gemäldeansicht des Marshalsea aus dem ersten Jahren des 20. Jahrhunderts, vom US-amerikanischen Künstler Francis Hopkinson Smith. Es wurde vermutlich 1913 erstellt, als der Maler London besuchte

Dem anonymen Augenzeugen zufolge, waren die Frauen im Marshalsea in ständiger moralischer Gefahr: „Wie oft wurde die weibliche Tugend in Armut angegriffen? Wie oft ist sie gefallen, weil ein Ehemann oder ein Vater wegen Schulden gefangen war?“ Der Gefängnisarzt kam jeden zweiten Tag, um sich um die Gefangenen und manchmal um ihre Kinder zu kümmern – um „seinen Ruf zu wahren“, so ein Arzt, der 1815 vor einer parlamentarischen Kommission aussagte –, sorgte sich aber nicht um ihre Frauen. Diese Haltung ließ die Frauen mit ihren Krankheiten allein oder sie konnten nur mit Hilfe anderer Gefangener gebären. Der Arzt teilte der Kommission mit, er habe nur einmal bei einer Geburt geholfen und dann nur aus Höflichkeit, weil dies nicht in seinem Salär enthalten war.
Die Anwesenheit von Frauen, Freundinnen und Töchtern wurde als selbstverständlich angesehen. Besucher konnten frei kommen und gehen und sogar mit den Gefangenen leben, ohne dass nach ihrer Identität gefragt wurde. Weibliche Gefangene konnten sich frei unter den männlichen Einsitzenden bewegen. Einige Räume wurden auch an Prostituierte vermietet. Die Gefängnistore wurden zwischen zehn Uhr abends und acht Uhr in der Frühe verschlossen. Dazu ertönte ein Glockensignal eine halbe Stunde vor Verschluss und erinnerte alle Besucher sich rechtzeitig zum Ausgang zu begeben. Ein Beamter ging im Gefängnis umher und rief: „Strangers, women and children all out!“ In Dickens’ Little Dorrit wurde auf diese Weise eine der Hauptfiguren, weil sie nicht rechtzeitig das Gelände verließ, für eine Nacht eingeschlossen, .

### Schließung und Abriss
Das Marshalsea wurde aufgrund eines Act of Parliament 1842 geschlossen und am 19. November jenes Jahres wurden die Gefangenen, je nach Zustand, in das Bethlem Royal Hospital oder das King’s Bench Prison überstellt (zu diesem Zeitpunkt bereits umbenannt in Queen’s Prison). Am 31. Dezember 1849 wurde das Gerichtsgebäude des Marshalsea abgerissen und seine Aufgaben an das Her Majesty’s Court of Common Pleas at Westminster übertragen.
Die Gebäude, wie auch das Grundstück wurden im Juli 1843 in einer Auktion vom Metallhändler W. G. Hicks für £5.100 erworben.
Der erworbene Grund bestand aus dem Pförtnerhaus, der Kantine (bekannt als ein „suttling house“  ), der Abteilung der Admiralität, der Kapelle, einem dreistöckigen Backsteingebäude, wie auch acht weiteren Backsteinhäusern; alle hinter schmiedeeisernen Toren von der Borough High Street abgetrennt.
Das Einsperren aufgrund von Verschuldung wurde in England 1869 endgültig aus dem Gesetz gestrichen; ausgenommen in Fällen von Betrug oder willentlicher Zahlungsverweigerung. In den 1870er Jahren riss das Home Office das Ensemble der Gefängnisbauten weitgehend ab; gleichwohl standen 1955 noch einige Bereiche, die u. a. von der Firma „George Harding & Sons“, einem Händler von Beschlägen belegt waren.
Dickens besuchte die Überreste des Marshalsea im Mai 1857, kurz bevor er Little Dorrit beendete. Er schrieb hier in seinem Vorwort:

„Einige meiner Leser könnten ein Interesse daran haben, informiert zu werden, ob noch Teile des Marshalsea-Gefängnisses stehen oder nicht. Ich selbst wusste es erst am sechsten dieses Monats, als ich nachschaute. Ich fand den äußeren Innenhof, der oft in dieser Geschichte erwähnt wird, verwandelt in einen Butterladen; und dann gab ich fast jeden Ziegelstein des Gefängnisses für verloren auf. Als ich jedoch einen bestimmten angrenzenden "Angel Court" entlang ging, der nach Bermondsey führte, kam ich zum "Marshalsea Place": den Häusern, in denen ich nicht nur den großen Block des ehemaligen Gefängnisses erkannte, sondern auch die entstandenen Räume bewahrte in meinen Gedanken, als ich Little Dorrits Biograf wurde …
Ein Stück weiter fand ich die ältere und kleinere Mauer, die das innere Gefängnis eng umschloss, das außer zu feierlichen Zwecken niemand betrat. Aber wer den Marshalsea Place betritt und aus dem Angel Court herausfährt, der nach Bermondsey führt, findet seine Füße auf den Pflastersteinen des ausgestorbenen Marshalsea-Gefängnisses, wird seinen schmalen Hof rechts und links sehen, der, wenn überhaupt, nur sehr wenig verändert ist, außer dass die Wände abgesenkt wurden, und als der Platz frei wurde; wird auf die Räume schauen, in denen die Schuldner lebten; und wird unter den eng versammelten Geistern vieler elender Jahre stehen.“

### Überreste des Gefängnisses

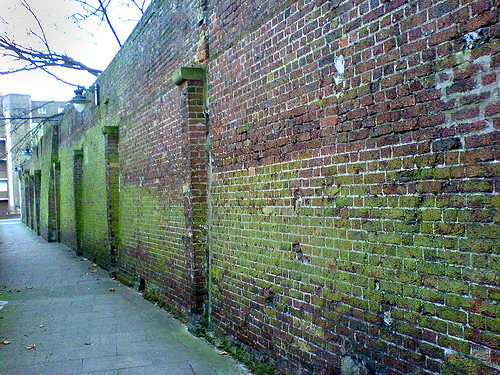
Alte Mauer des Marshalsea, 2007. Die Mauer markiert die südliche Umfriedung des Gefängnisses

Das heutige Gebäude auf dem Platz, wo einst das (zweite) Marshalsea stand, beherbergt heute die städtische John Harvard Library und Local Studies Library (211 Borough High Street). Alles was heute noch vom Marshalsea zu sehen ist, ist eine vier Meter hohe Mauer, die die südliche Grenze des Gefängnisses markiert und den Kirchplatz der St George’s Kirche abteilte (heute ein kleiner Park). Auf der Südseite der Mauer ist eine kleine Tafel angebracht mit der Inschrift „This site was originally the MARSHALSEA PRISON made famous by the late Charles Dickens in his work Little Dorrit“ (dieser Ort war ursprünglich das MARSHALSEA PRISON, berühmt geworden in Little Dorrit, einem Werk des späten Charles Dickens). Es gibt auch einen Pflasterstein mit Hinweisen auf Dickens Vater. Das Southwark Heritage Centre besitzt einen Schuh, den Dickens Vater im Gefängnis trug (zuvor befand er sich im Cuming Museum) und das Charles Dickens Museum eines seiner Zellenfenster.
Entlang der Mauer verläuft eine öffentliche Gasse mit dem Namen „Angel Place“. Dieser Name verwirrt ein wenig, da es ursprünglich zwei Gassen auf der Nordseite des (zweiten) Marshalseas gab, je mit den Namen „Angel Court“ und „Angel Alley“; diese wurden auch von Dickens erwähnt.

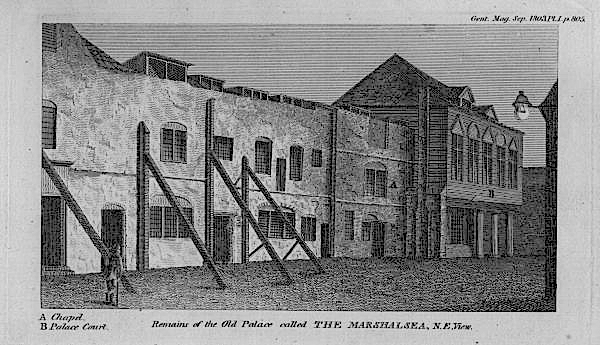
Das erste Marshalsea, veröffentlicht 1803
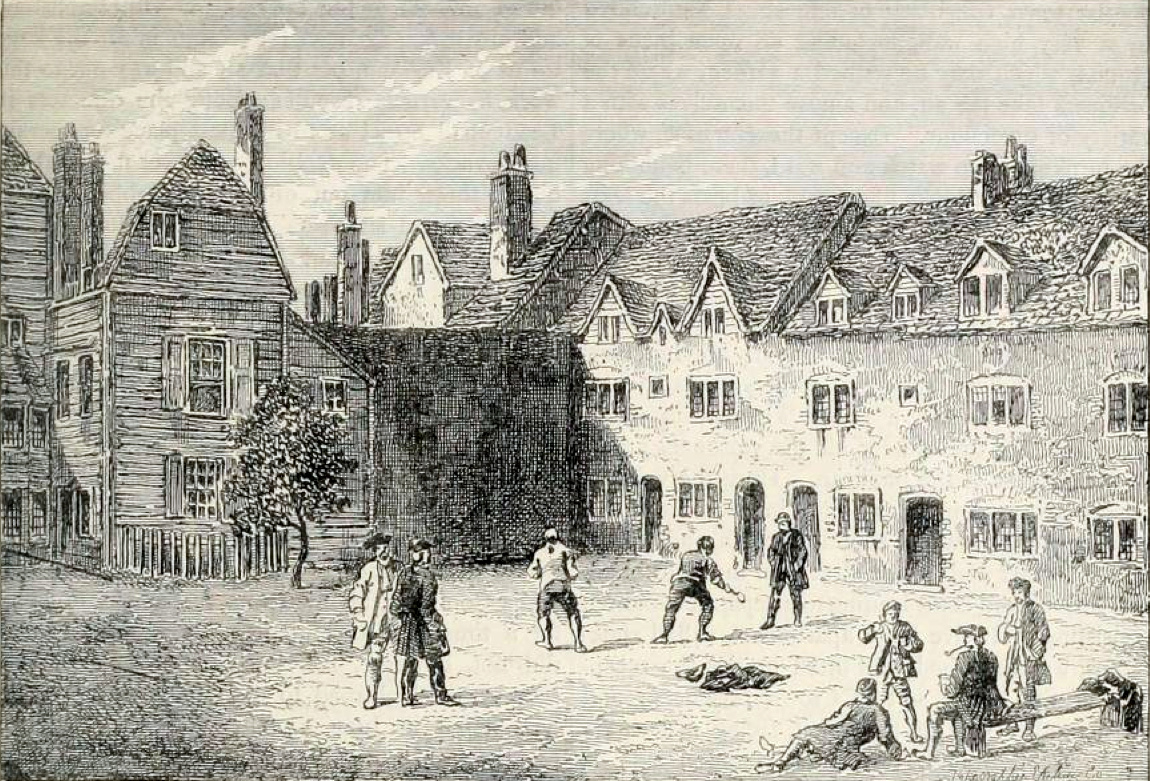
Der Innenhof des ersten Marshalsea, 1800
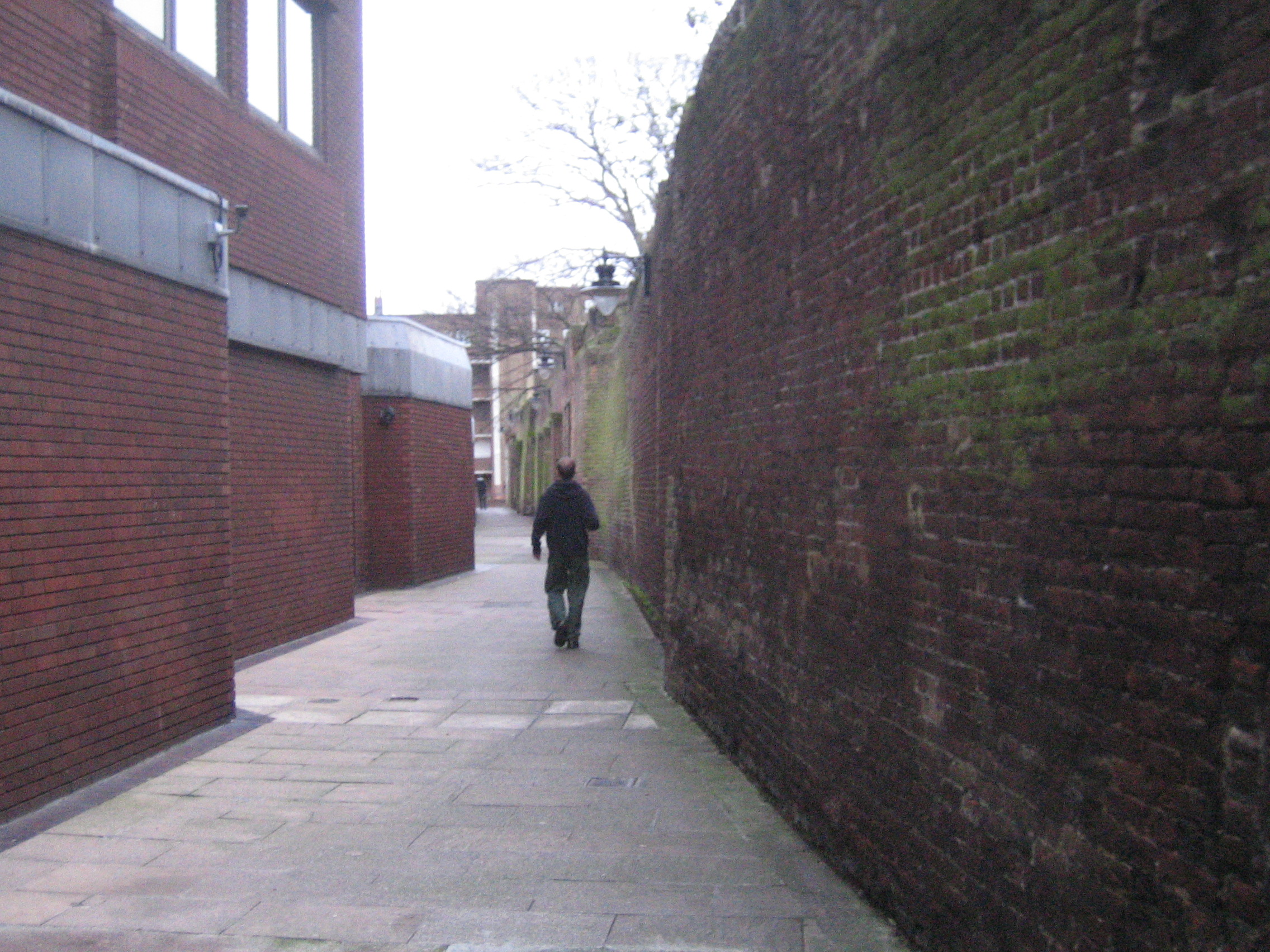
Der Innenhof des zweiten Marshalsea 2007, damals unter dem Namen Angel Place; das Gebäude auf der linken Seite ist eine öffentliche Bibliothek
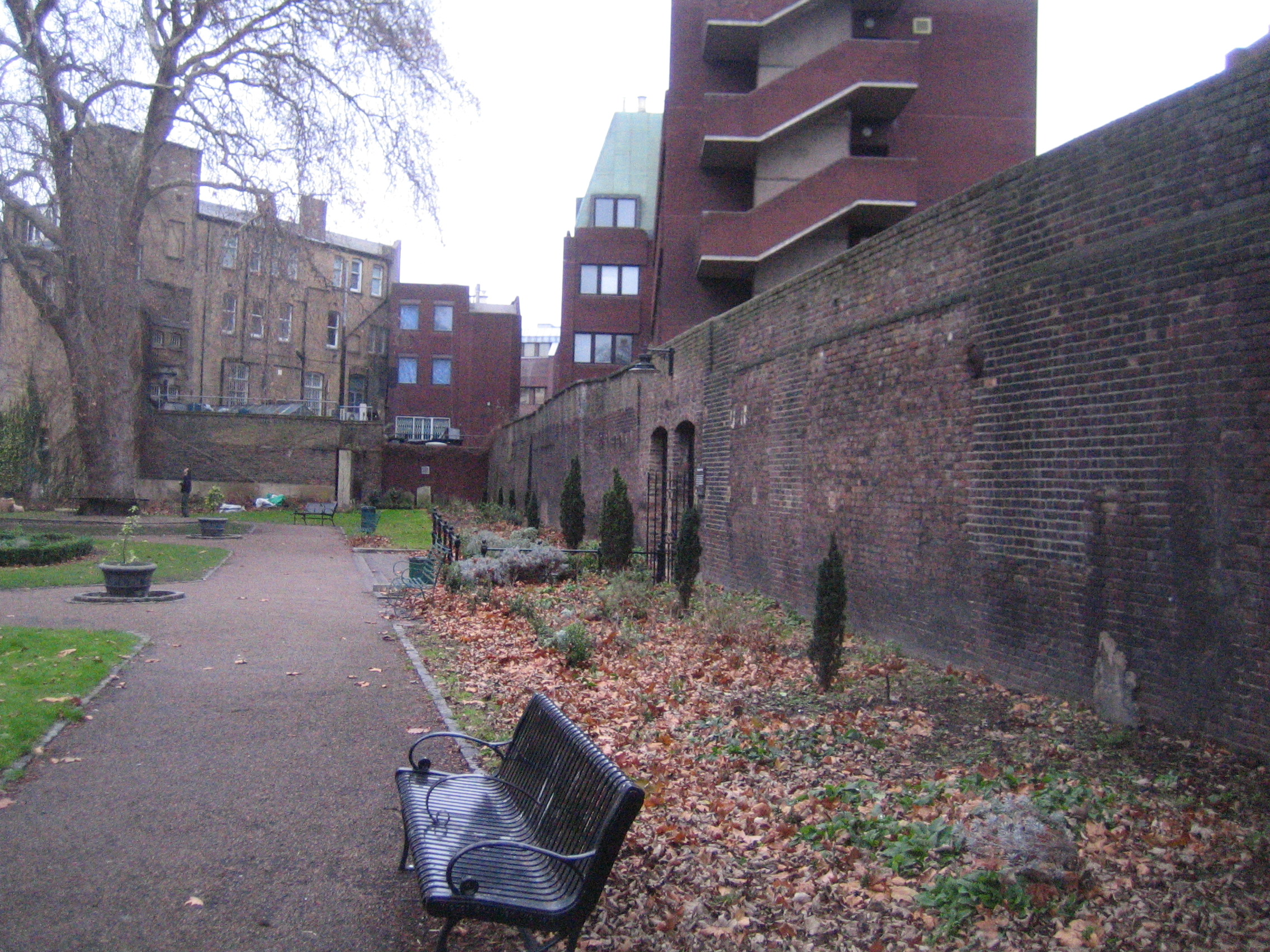
Verbliebene Mauer, 2007
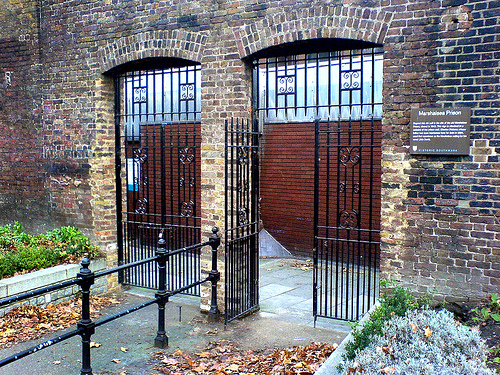
Verbliebene Mauer, Außenansicht, 2007
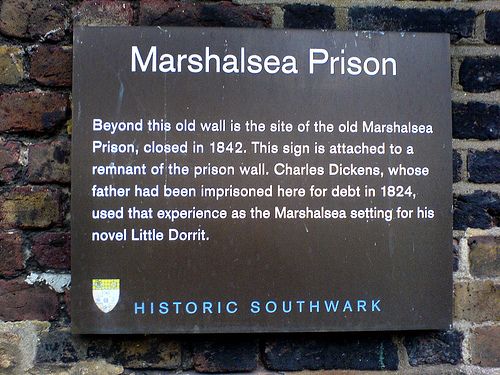
Plakette auf der Mauer

## Zitierte Werke
- Robyn Adams: ‘The Service I am Here for’: William Herle in the Marshalsea Prison, 1571 in The Huntington Library Quarterly, 72(2), S. 217–238, Juni 2009 JSTOR:10.1525/hlq.2009.72.2.217
- Philip V. Allingham: „Where the Dickens: A Chronology of the Various Residences of Charles Dickens, 1812–1870“, Victorian Web, 22. November 2004.
- Augenzeugenbericht (An Eye-Witness): An Expose of the Practice of the Palace, or Marshalsea Court, G. Berger, London 1833
- John Ashton: The Fleet: Its River, Prison, and Marriages. London: T. F. Unwin, London 1888
- Rodney M. Bain: The Prison Death of Robert Castell and its Effect on the Founding of Georgia in The Georgia Historical Quarterly, 73(1), S. 67–78, Frühjahr 1989 JSTOR:40581931
- Hugh Barty-King (1991): The Worst Poverty: A History of Debt and Debtors. London: Alan Sutton Publishing, London 1991
- Walter Besant: South London, Chatto & Windus, London 1912.
- James Baldwin Brown: Memoirs of the Public and Private Life of John Howard, the Philanthropist, T. and G. Underwood, London 1823
- Roger Lee Brown: A History of the Fleet Prison, London, London: Edwin Mellen Press Limited, London 1996
- Carney, Jo Eldridge: Renaissance and Reformation, 1500–1620: A Biographical Dictionary, Westport: Greenwood Publishing Group, Westport 2001
- Edward Cave (alias Sylvanus Urban), Gentleman's Magazine (1803). „Old Palace of the Marshalsea, Southwark“, Leserbrief an Sylvanus Urban und Replik, 8. September 1803.
- William Cobbett: Cobbett's Complete Collections of State Trials and Proceedings, Band 17, R. Bagshaw, London 1813
- Robert Alan Cooper: Ideas and Their Execution: English Prison Reform in Eighteenth-Century Studies, 10(1), Herbst 1976, S. 73–93. JSTOR:2737818
- Ida Darlington (Hrsg.): „The Marshalsea“, Survey of London, Band 25, 1955
- Charles Dickens: Little Dorrit. Bradbury and Evans, London 1857 (archive.org).
- Charles Dickens: All the Year Round. Band 18, Chapman and Hall, London 1867 (archive.org).
- Charles Dickens: The Posthumous Papers of the Pickwick Club. Thomas Nelson and Sons, Ltd., London 1837 und 1900 (archive.org).
- William Hepworth Dixon: John Howard, and the Prison-world of Europe, Robert Carter & Brothers, London 1856
- William Hepworth Dixon: Her Majesty’s Tower. Band 2, London: Bickers, London 1885
- English Heritage National Monuments Record. Remaining wall of the Marshalsea.
- John Field: The Life of John Howard: With Comments on His Character and Philanthropic Labours. Longman, Brown, Green, and Longmans, London 1850 (archive.org).
- Margot Finn: The Character of Credit: Personal Debt in English Culture, 1740–1914, Cambridge: Cambridge University Press, 2007.
- Great Britain. Parliament. House of Commons: A Report from the Committee Appointed to Enquire Into the State of the Goals [sic] of this Kingdom:. Robert Knaplock, Jacob Tonson, John Pemberton, and Richard Williamson, 1729 (eingeschränkte Vorschau in der Google-Buchsuche).
- John Baptist Grano, John Ginger (Hrsg.): Handel’s Trumpeter: The Diary of John Grano, Pendragon Press 1998, ISBN 0-945193-96-3; Das Tagebuch wurde zwischen 1728 und 1729 geschrieben und befindet sich seit 1756 in der Bodleian Library in Oxford.
- Arthur Griffiths: The Chronicles of Newgate. Band 1, Chapman and Hall 1884 (archive.org).
- John Hostettler: A History of Criminal Justice in England, Waterside Press, Sherfield 2009
- John Howard: The State of the Prisons in England And Wales. Warrington, 1777 (archive.org).
- Robert Hughes: The Fatal Shore: The Epic of Australia's Founding, Vintage Books, 1988
- W. R. Jones: The Court of the Verge: The Jurisdiction of the Steward and Marshal of the Household in Later Medieval England in The Journal of British Studies, 10(1), November 1970. JSTOR:175225
- Charles Knight (Hrsg.): London. Band 3, London: Charles Knight and Co, London 1841 (archive.org).
- London Footprints: Crime & Punishment. In: london-footprints.co.uk. Abgerufen am 16. April 2021 (englisch).
- Sean McConville: The Victorian Prison: England (1865–1965) in Norval Morris, David J. Rothman (Hrsg.): Oxford History of the Prison. Oxford: Oxford University Press, Oxford 1995.
- Randall McGowen: The Well-Ordered Prison: England, 1780–1865 in Norval Morris und David J. Rothman (Hrsg.): Oxford History of the Prison, Oxford University Press, Oxford 1995
- Marjorie K. McIntosh: Immediate Royal Justice: The Marshalsea Court in Havering, 1358 in Speculum. 54(4), Oktober 1979. JSTOR:2850326.
- Roy Kendall: Christopher Marlowe and Richard Baines: Journeys through the Elizabethan Underground, Associated University Presses, London 2003.
- James Neild: An account of the rise, progress, and present state, of the Society for the Discharge and Relief of Persons Imprisoned for Small Debts. John Nichols and Son, London 1802 (archive.org).
- James Neild: State of Prisons in England, Scotland and Wales. John Nichols and Son, London 1812 (archive.org).
- John Noorthouck A New History of London: Including Westminster and Southwark Book 3, K. 1: Southwark, 1773 (british-history.ac.uk).
- Trey Philpotts: The Real Marshalsea In: The Dickensian von Herbst 1991, Jahrgang 87, Ausgabe 3, S. 133–145.
- Trey Philpotts: The Companion to Little Dorrit. Helm Information Ltd, London 2003, ISBN 1-873403-85-2 (archive.org).
- Alex Pitofsky: The Warden's Court Martial: James Oglethorpe and the Politics of Eighteenth-Century Prison Reform, Eighteenth-Century Life, 24(1), Winter 2000, S. 88–102
- Allan Pritchard: Abuses Stript and Whipt and Wither’s Imprisonment in Journal: The Review of English Studies (New Series) von November 1963, Jahrgang 14, Ausgabe 56, S. 337–345
- David Riggs: Marlowe’s life. In: Patrick Cheney (Hrsg.) The Cambridge Companion to Christopher Marlowe. Cambridge University Press, Cambridge 2004, S. 24–40.
- In London with Dickens. In: Scribner’s Monthly. Band 21, März 1881. (books.google.com).
- Helen Small: Appendix III in Charles Dickens, Little Dorrit, London: Penguin Classics, S. 906–911, London 2004 und 1989
- Jeremy Tambling: (Kapitel) New Prisons, New Criminals, New Masculinity: Dickens and Reade im Werk: Stones of Law, Bricks of Shame: Narrating Imprisonment in the Victorian Age (Hrsg.: Frank Lauterbach und Jan Alber), University of Toronto Press, Toronto 2009.
- George Walter Thornbury: Old and New London. Band 1, Cassell, Petter, & Galpin, London 1872 (archive.org).
- Brian Vickers: Shakespeare, Co-Author: A Historical Study of Five Collaborative Plays. Oxford University Press, Oxford 2004
- John Wade: A Treatise on the Police and Crimes of the Metropolis.London: Longman, Rees, Orme, Brown and Green, London 1829 (archive.org).
- Edward Walford: Southwark: High Street. In: Old and New London, Band 6, 1878 (british-history.ac.uk).
- Horace Walpole: Anecdotes of Painting in England. Henry G. Bohn, London 1849 (archive.org).
- Tessa West: The Curious Mr Howard: Legendary Prison Reformer. Waterside Press, Sherfield 2011
- Henry Benjamin Wheatley und Peter Cunningham: London, Past and Present: Its History, Associations, and Traditions. Scribner and Welford, London 1891.
- Jerry White: Pain and Degradation in Georgian London: Life in the Marshalsea Prison. In: History Workshop Journal. Band 68, Nr. 1, 2009, ISSN 1363-3554, S. 69–98, doi:10.1093/hwj/dbp011, JSTOR:40646165.
- Jerry White: London in the Eighteenth Century: A Great and Monstrous Thing. Random House, London 2012.

### Artikel, Dokumente
- William Kent (1927): The Marshalsea Prison in The Dickensian 23, S. 260–264.
  - George F. Young (1932): The Marshalsea Revisited in The Dickensian 28, S. 219–227.
- Moses Pitt: The Cry of the Oppressed: Being a True and Tragical Account of the Unparallel'd Sufferings of Multitudes of Poor Imprison'd Debtors in Most of the Gaols in England, London 1691
- National Archives: „Records of the King’s Bench, Fleet, and Marshalsea prisons“, 1628–1862.
- National Archives: „Prison of the Marshalsea of the King’s Household and Palace Court, and the Queen’s Prison: Records“, 1773–1861.